# Frioul-Vénétie Julienne
Pour les articles homonymes, voir Frioul (homonymie).
Le Frioul-Vénétie Julienne (en italien : Friuli-Venezia Giulia /friˈuːli veˈnɛttsja ˈdʒuːlja/ ; en frioulan Friûl-Vignesie Julie ; en slovène : Furlanija-Julijska krajina ; en allemand : Friaul-Julisch Venetien) est une région autonome de l'Italie septentrionale, créée en 1963, peuplée de 1,2 million d'habitants, avec une superficie de 7 924 km2. Elle a comme capitale Trieste.

## Géographie
Le Frioul-Vénétie Julienne est composé de deux régions distinctes : le Frioul, qui représente 90 % du territoire régional, et la Vénétie julienne. Cette dernière incluait aussi toute la péninsule d’Istrie, mais après la Seconde Guerre mondiale la plupart de son territoire passe à la Fédération yougoslave. Le toponyme « Vénétie julienne » est créé par le linguiste Graziadio Isaia Ascoli en raison du fait que ce territoire appartint à la république de Venise pendant des siècles, à l'exception de Trieste, port autrichien de 1382 à 1918.
La région autonome est baignée par la mer Adriatique au sud et est bordée par l’Autriche au nord, la Slovénie à l’est, et la Vénétie à l’ouest. Le territoire est caractérisé par des montagnes et des collines (42,5 % et 19,3 % respectivement) et par de la plaine. Les fleuves principaux sont le Tagliamento et l’Isonzo, théâtre de plusieurs batailles pendant la Première Guerre mondiale.

## Subdivisions

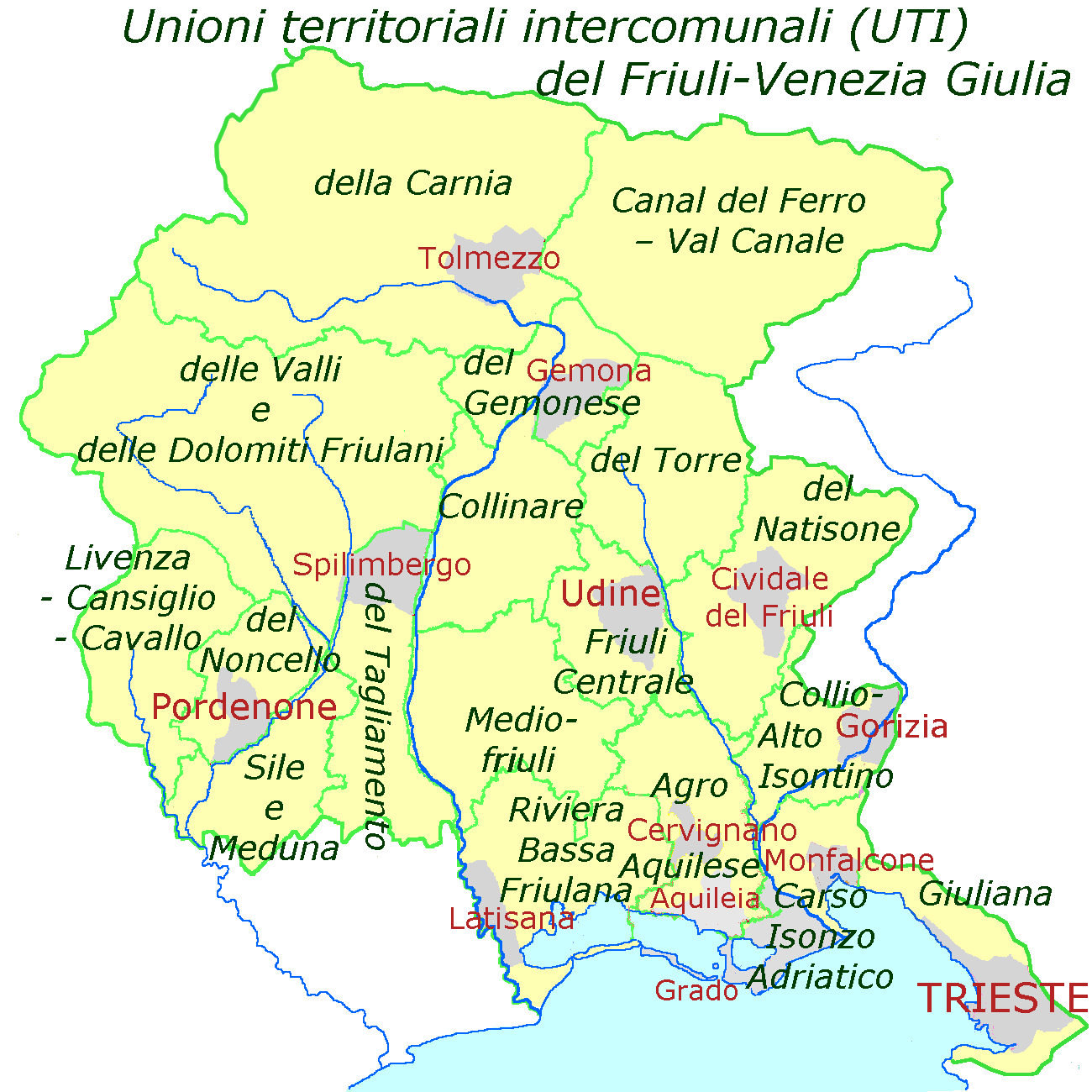
Les nouvelles subdivisions depuis janvier 2018.

Les quatre anciennes provinces du Frioul-Vénétie Julienne.

La région était divisée en quatre provinces jusqu'à leur suppression par la loi régionale 20/2016 (effective en 2017-2018) et 215 communes. Les provinces ont été remplacées par dix-huit Unioni Territoriali Intercomunali (UTI) et il y a désormais 215 communes. Le nouveau « Statuto speciale » de la région prévoit également la création d'une Ville métropolitaine à Trieste.
L'ancienne province de Pordenone, celle d’Udine et une partie de la province de Gorizia constituaient le Frioul. Le reste de la province de Goriza et toute la province de Trieste appartiennent à la Vénétie julienne.
Les communes de plus de 10 000 habitants sont répertoriées ci-dessous.
| Commune                 | Habitants | Province |
| ----------------------- | --------- | -------- |
| Trieste                 | 208 621   | TS       |
| Udine                   | 96 750    | UD       |
| Pordenone               | 50 518    | PN       |
| Gorizia                 | 36 172    | GO       |
| Monfalcone              | 27 701    | GO       |
| Sacile                  | 19 577    | PN       |
| Cordenons               | 18 247    | PN       |
| Codroipo                | 15 159    | UD       |
| Porcia                  | 14 792    | PN       |
| Azzano Decimo           | 14 457    | PN       |
| San Vito al Tagliamento | 14 241    | PN       |
| Tavagnacco              | 13 783    | UD       |
| Muggia                  | 13 414    | TS       |
| Latisana                | 13 037    | UD       |
| Cervignano del Friuli   | 12 861    | UD       |
| Ronchi dei Legionari    | 11 810    | GO       |
| Spilimbergo             | 11 733    | PN       |
| Maniago                 | 11 632    | PN       |
| Cividale del Friuli     | 11 515    | UD       |
| Gemona del Friuli       | 11 080    | UD       |
| Fiume Veneto            | 10 903    | PN       |
| Fontanafredda           | 10 719    | PN       |
| Tolmezzo                | 10 539    | UD       |

Au 1er janvier 2016, les étrangers habitant la région étaient environ 106 000. Les groupes les plus nombreux étaient dans l'ordre : les Roumains, les Albanais, les Serbes, les Ukrainiens et les Marocains.

## Histoire

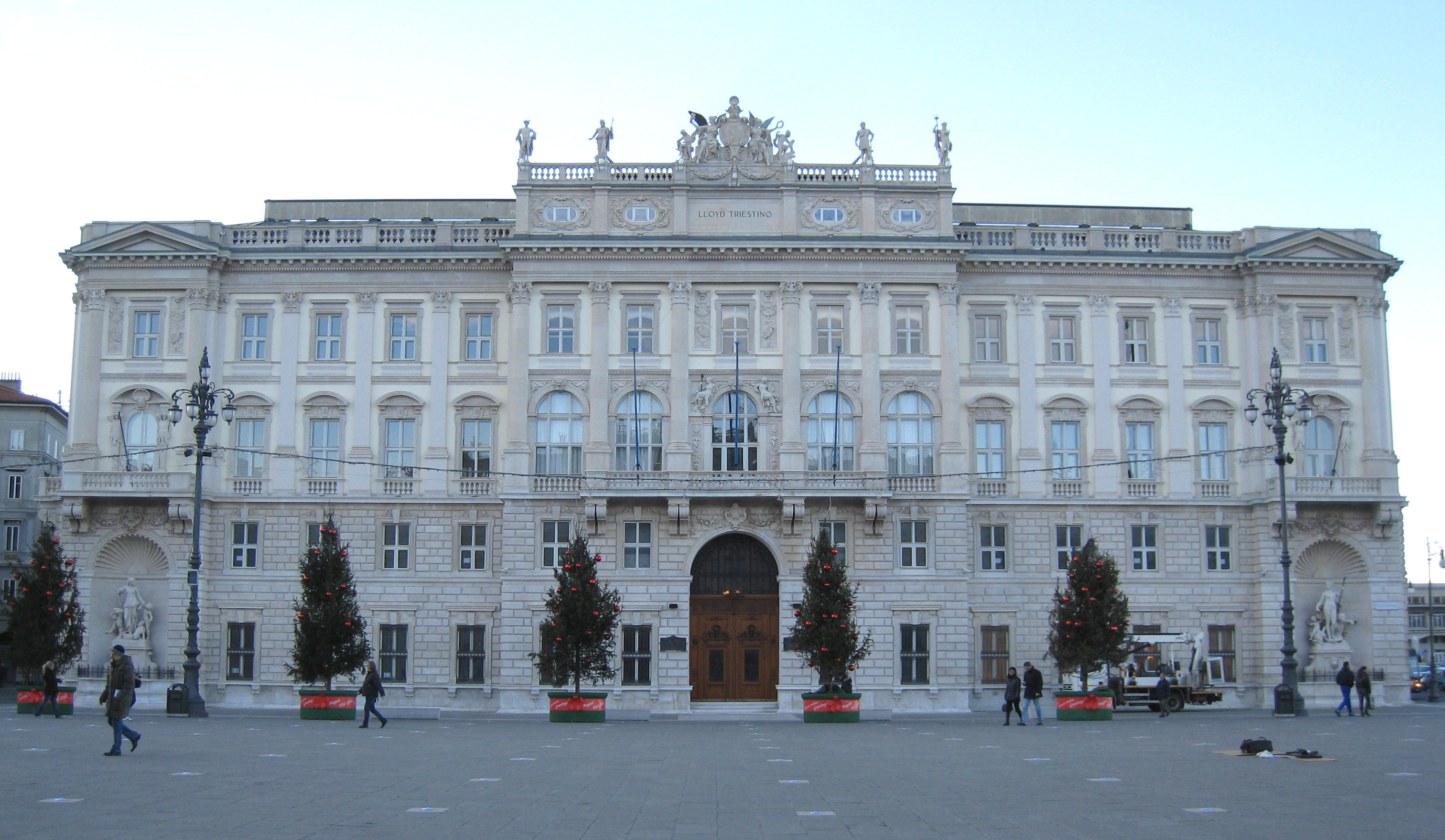
L'hôtel de la région (autrefois siège social de la compagnie maritime Österreichischer Lloyd).

Le Frioul devient italien en 1866, à la suite de la victoire prussienne dans la bataille de Sadowa (l’Italie étant alliée de la Prusse contre l’Autriche). La Vénétie julienne encore autrichienne passe au royaume d’Italie à la suite de la Première Guerre mondiale.
Après la Seconde Guerre mondiale, si l’appartenance du Frioul à la République italienne n'est pas contestée, celle de la Vénétie julienne est par contre remise en cause. Avec le traité de Paris de 1947, la plupart de l’Istrie passe à la Yougoslavie, et le territoire libre de Trieste est créé sous contrôle de l'ONU. Ce nouvel État est coupé en deux zones, l'une anglo-américaine avec 311 000 habitants comprenant la ville de Trieste (zone A), l'autre yougoslave avec 54 000 habitants et comprenant la ville de Capodistria (zone B). La plupart de la population originaire (40 000 Italiens, mais aussi des Croates et Slovènes) abandonne la zone B entre 1947 et 1956, poussée par le climat de terreur yougoslave créé par les massacres des foibe et autres intimidations. Le 26 octobre 1954, la zone alliée (partie A) retourne à l'Italie. En 1963, le Frioul-Vénétie Julienne est finalement créé et est doté d’un statut d'autonomie, en raison des minorités linguistiques et pour soutenir l'économie d’une région à la frontière avec le rideau de fer.
En 1976, le Frioul subit un séisme qui provoque 989 morts et 45 000 sans-abris.
Terre de forte émigration vers le reste de l'Italie (triangle industriel du Nord-Ouest) et du monde (Amérique du Nord, Argentine, Australie etc.) pendant la première moitié du XXe siècle, elle devient terre d'immigration dans la seconde, avec une accélération des flux au début du XXIe siècle, principalement en provenance des pays d'Europe de l'Est (qu'ils soient membres de l'UE ou non) et de l'Afrique.

## Langues
La langue officielle du Frioul-Vénétie Julienne est l’italien, parlée par tous ses habitants comme première ou deuxième langue. En vertu de la loi no 482/1999 le frioulan, le slovène et l’allemand sont reconnus comme langues minoritaires.
Dans la Carnie (Alpes carniques), à Timau – Tischelwang, hameau de la commune de Paluzza, à Sauris (Zahre en dialecte local), à Pontebba-Pontafel, à Malborghetto-Valbruna, à Tarvisio, dans le Val Canale (Alpes juliennes), on parle des dialectes allemands. Dans la région, on compte environ 5 000 locuteurs germanophones.
Dans les provinces de Trieste, de Gorizia et d'Udine il existe une faible ou forte minorité de locuteurs slovènes (7,1 % et 7,4 % des résidents). Dans l’ensemble 61 000 locuteurs slovénophones habitent dans la région et bénéficient d’une protection juridique particulière. Ils disposent d'écoles dans leur langue maternelle et passent les examens de fin d'études secondaires en slovène. La Rai, la télévision publique italienne, offre des programmes dans leur langue. Il existe des médias en slovène, surtout écrits, et une littérature. Dans les relations avec l’administration publique, la minorité slovénophone a le droit d’utiliser sa langue maternelle.
Pendant ces cinquante dernières années, les gouvernements régionaux autonomes et les exécutifs provinciaux ont fait beaucoup d’efforts pour établir le frioulan (ou ladin oriental) comme langue officielle, dans les provinces de Gorice, de Pordenone et d'Udine. Comme résultat de cette politique, la signalisation routière dans le Frioul est devenue systématiquement bilingue. De plus, on a introduit une heure d’enseignement du frioulan dans les écoles locales, mais il est possible de faire une demande explicite de dispense. La Rai offre des programmes en frioulan. Il existe de nombreux médias partiellement ou totalement en frioulan : télés privées, radios privées, quotidiens, hebdomadaires, mensuels, sites internet, publications d'associations culturelles. Il a toujours existé une abondante littérature dans cette langue minoritaire et cela continue. Selon les données les plus récentes, 600 000 habitants environ utilisent le frioulan dans la vie quotidienne, avec quatre variétés dialectales qui se comprennent l'une l'autre : le frioulan central ou moyen parlé dans la région d'Udine, utilisé sur les documents officiels et considéré comme le plus pur, le frioulan carnique, utilisé dans la Carnia et le Tarvisiano, le frioulan oriental, utilisé dans le Bas-Frioul et l'Isontino, le frioulan occidental, utilisé dans la province de Pordenone.
À Erto e Casso, dans les Dolomites frioulanes, province de Pordenone, on parle aussi très minoritairement le ladin occidental dolomitique, en voie de disparition.
Au sud-ouest de cette même province, on parle aussi le vénète, plus particulièrement à Pordenone et ses environs son dialecte veneto-pordenonese, et aussi dans le piémont préalpin carnique, vers Sacile, son dialecte liventino. Dans la province d'Udine sont parlés les dialectes vénètes maranese à Marano Lagunare et veneto-udinese à Udine. De même que les dialectes vénètes bisiaco vers Monfalcone, graisàn à Grado et veneto-goriziano à Gorizia, en (province de Gorizia). Dans la province de Trieste, on parle aussi le dialecte vénéte triestin, et à Muggia, en Istrie italienne, le dialecte vénète « muggiesano ». Ces dialectes ne jouissent d’aucune reconnaissance officielle.

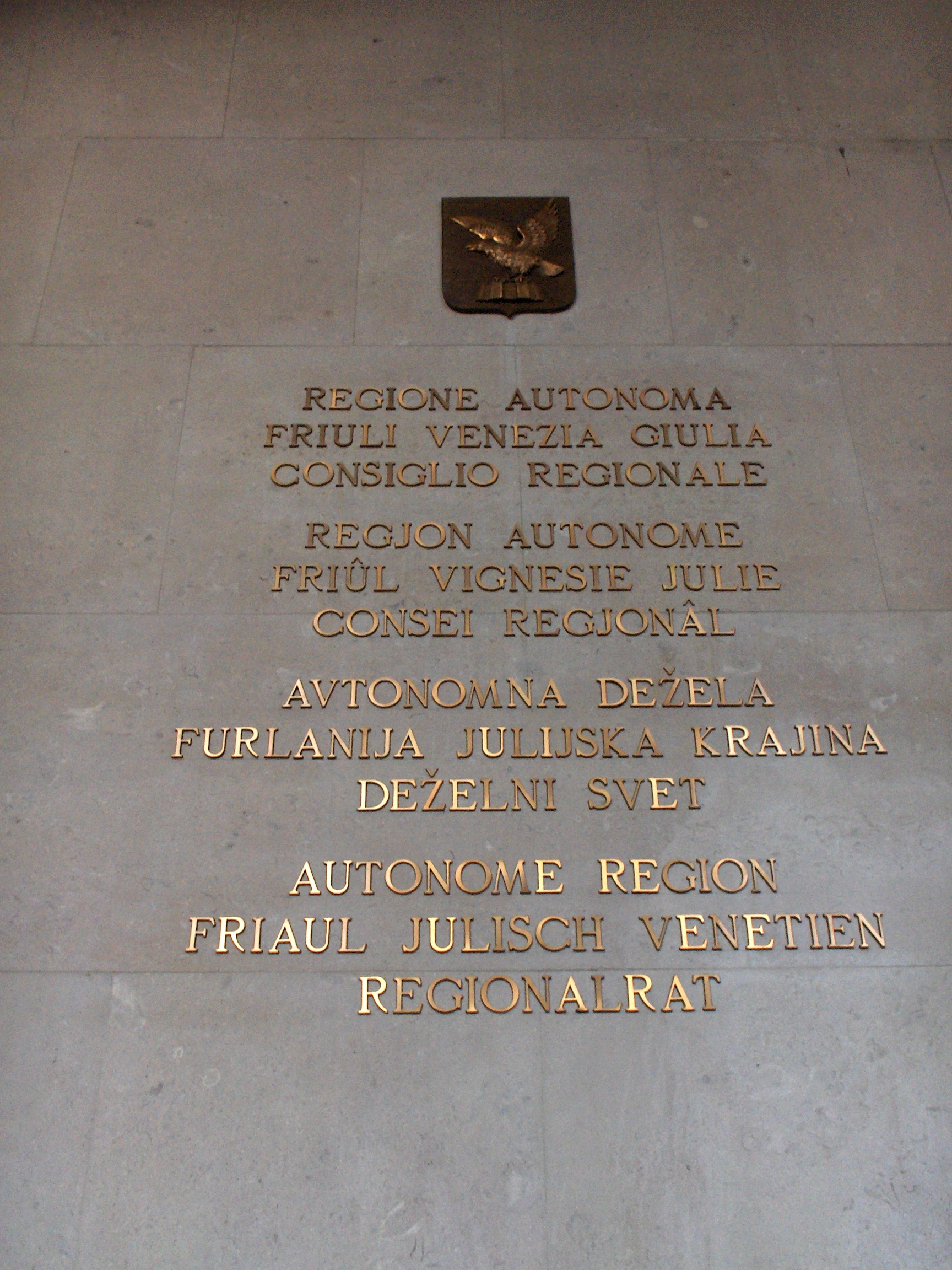
Les quatre langues de la région au siège du Conseil régional.
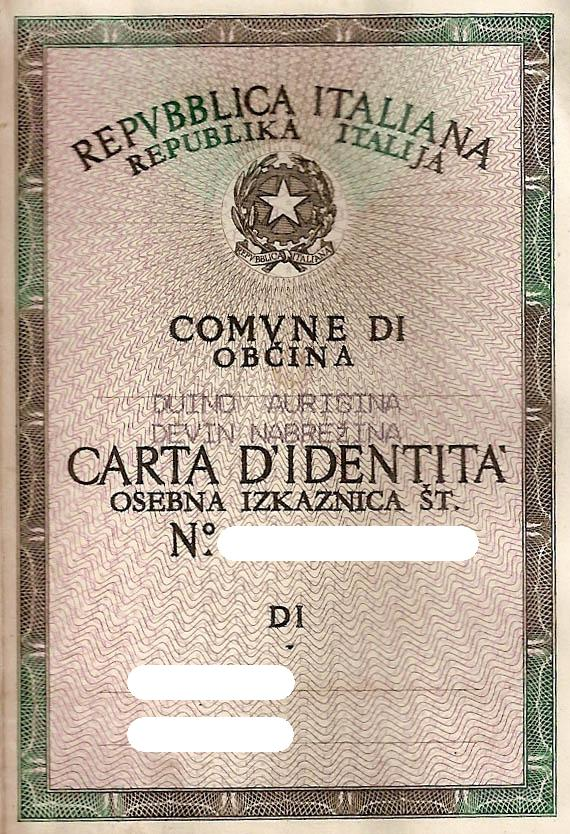
Carte d’identité bilingue italien – slovène.
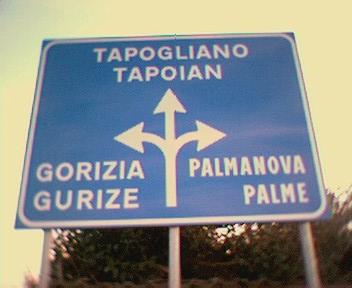
Préavis de direction bilingue italien/frioulan à Udine.

## Autonomie
Le Frioul-Vénétie Julienne est une région autonome à statut spécial, jouissant d’une large autonomie administrative, législative et financière : 60 % de la plupart des impôts restent à disposition du gouvernement régional. Son conseil régional est composé de 49 membres, dont le président de la junte régionale.

## Politique
Région traditionnellement conservatrice, elle a été gouvernée par Démocratie chrétienne jusqu’au début des années 1990. Par la suite, plusieurs coalitions de centre droit se sont succédé au pouvoir.
Par trois fois, cependant, le centre gauche a gouverné le Frioul-Vénétie Julienne, pendant sept mois en 1994 avec Renzo Travanut, des Démocrates de gauche (DS), entre 2004 et 2008 avec Riccardo Illy, indépendant, et de 2013 à 2018 avec Debora Serracchiani (PD). Cette dernière était la première femme à présider la Région.
Depuis 2018, elle est gouvernée par une coalition de droite représentée par la Ligue associée au centre-droit de Forza Italia, avec pour président Massimiliano Fedriga.

## Économie
L’agriculture a un rôle majeur dans la production de maïs, de soja, de betteraves (sucre), de fruits et de légumes. Il existe une viticulture très spécialisée qui garantit du vin de grande qualité.L'élevage tient également sa place avec ses produits dérivés les plus connus que sont le jambon cru de San Daniele del Friuli et le fromage Montasio.
En ce qui concerne l’industrie, il y a, comme d’habitude dans le nord-est d’Italie, des petites et moyennes entreprises à gestion familiale, dans les secteurs textile, agro-alimentaire, électronique, mécanique, métallurgique et de la production de meubles.
Mais il y a aussi des entreprises. Trieste (TS) est le siège de la société Illycaffè S.p.A, qui produit et commercialise du café pour le monde entier. La capitale de la région est aussi le siège principal de Assicurazioni Generali, premier assureur italien.Les chantiers de construction navale Fincantieri sont basés à Monfalcone (GO) et à Trieste (TS), l'usine d'électro-ménager Zanussi-Electrolux à Porcia, près de Pordenone (PN), les aciéries Danieli et ABS dans l'arrière-pays d'Udine. Le district industriel de l'Aussa-Corno (UD), centré sur le port fluvial de San Giorgio di Nogaro, a connu un grand développement ces dernières années.
Le port de Trieste est le plus grand centre international pour le commerce du café et joue un rôle stratégique majeur dans les échanges avec l'Europe du Nord et de l'Est.
Le Frioul-Vénétie Julienne a un revenu brut par habitant de 27 263 €. En termes de pouvoir d’achat, la région a atteint une valeur de 117,7 par rapport à la moyenne européenne de 100.

## Gastronomie et spécialités
La gastronomie locale, dont les produits typiques sont, entre autres, la polenta frioulane, blanche, rousse et jaune, l'huile d'olive tergeste, les asperges blanches et vertes du Frioul, le « radic di mont » de la Carnie et le « lidric cul poç » du Bas-Frioul, les jambons crus de San Daniele del Friuli (AOC), de Sauris, de Cormons et du Carso, le jambon cuit de Trieste, la « jota » (soupe à base de haricots, pomme de terre et choucroute), la cueste (travers de porc grillé), la lujagne (saucisse grillée aux herbes), le « filon », la « pitina », « peta », « petuccia » des vallées pordenonaises, le saucisson frioulan, l'oie et ses dérivés, le baccalà (morue), la sasaka, le sanganèl, les trippes, la truite fumée de la Carnie et de San Daniele del Friuli, le frico (fromage Montasio AOC ou autres et pommes de terre frites à la poêle), le pistum (gnocchis de pain râpé, pétris avec du sucre, des œufs, des herbes aromatiques et du raisin sec et du bouillon de viande), toutes sortes de gnocchis, à la triestine, à la gorizienne et à la frioulane, les cjarzons (agnolotti « carniques »), le muset et la brovada (saucisse relevée accompagnée de navets blancs macérés dans du marc de raisin et frits avec du lard, des oignons et du persil), le « gulash », triestin, gorizien et frioulan, le « kaiserfleisch », triestin et gorizien, les « cevapcici » à la triestine, à la gorizienne et à la résiane, le « klotznudl » de Sauris (boulettes à la ricotta fumée et aux poires), les poissons et crustacés de l'Adriatique, la « pinza », de Trieste et de Gorizia, la « putizza » de Trieste, la gubana (pâtisserie fourrée aux noix, amandes, raisins secs, pignons, orange confite, beurre et liqueur), les strucchi, les biscuits Esse de la Carnie, Brazza, le strudel de Sappada.
Le fromage Montasio dans le Haut-Frioul, du vin terrano sur le plateau du Carso triestin, de la cerise et des vins des collines orientales frioulanes du Collio.

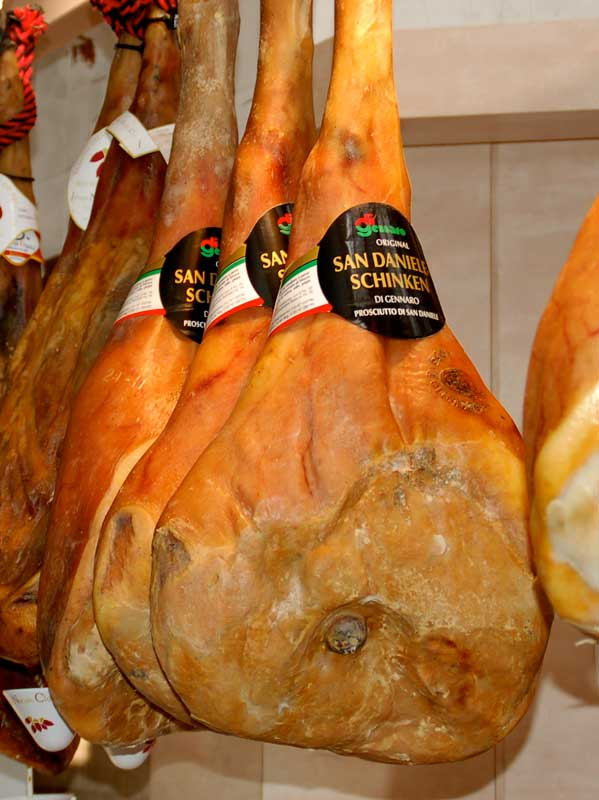
Prosciutto di San Daniele.
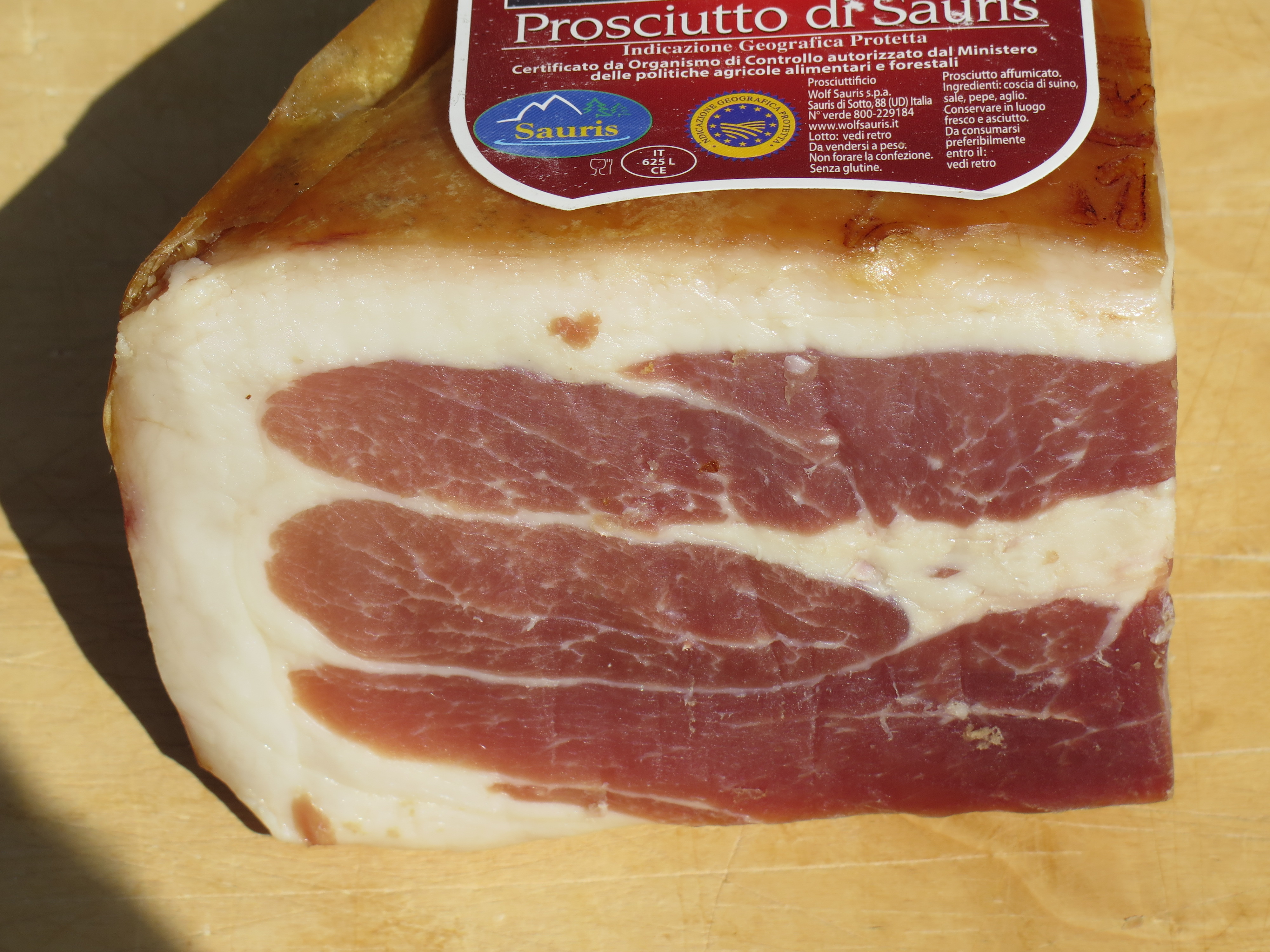
Jambon cru Sauris.
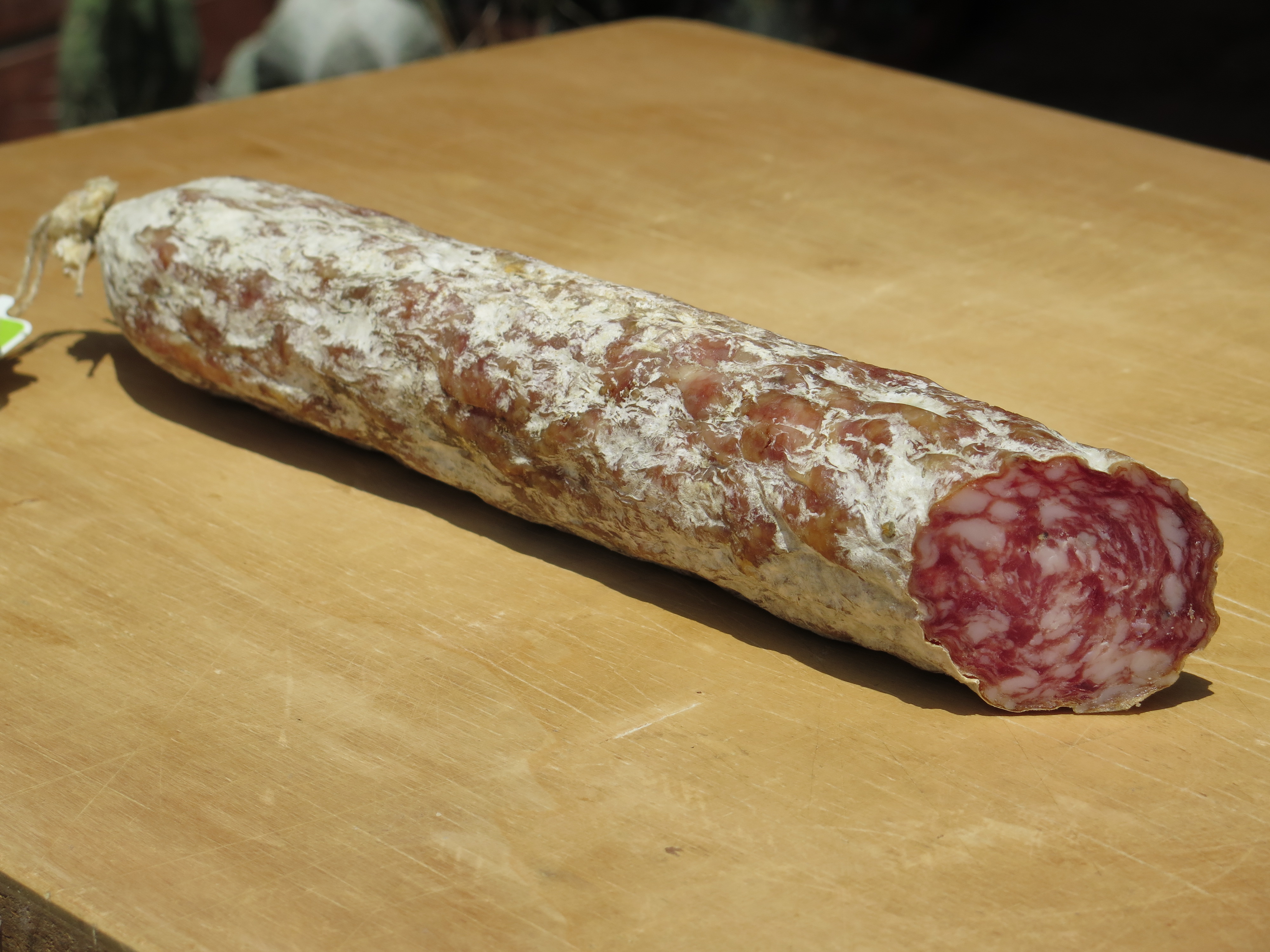
Saucisson frioulan.
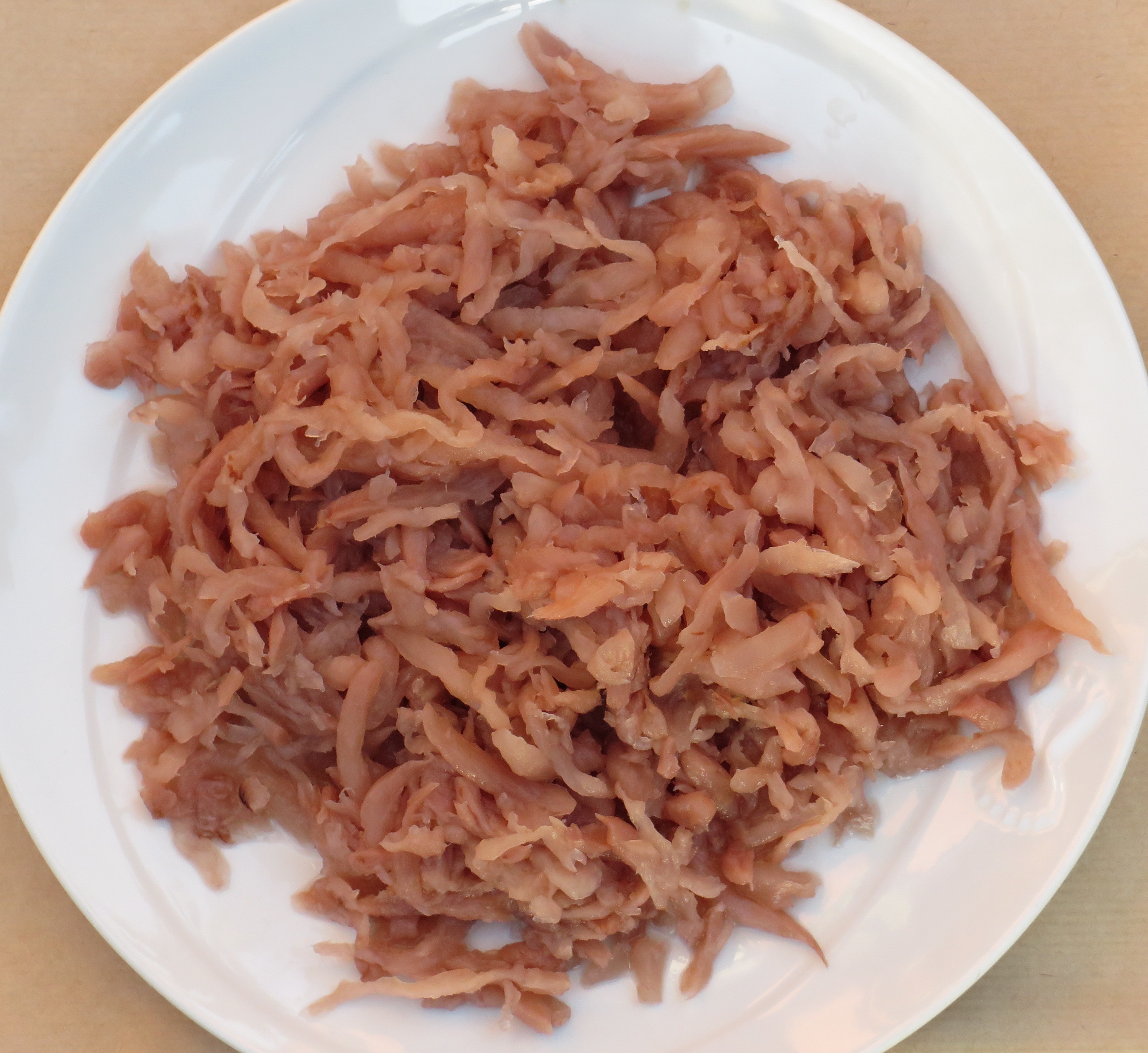
Brovada.
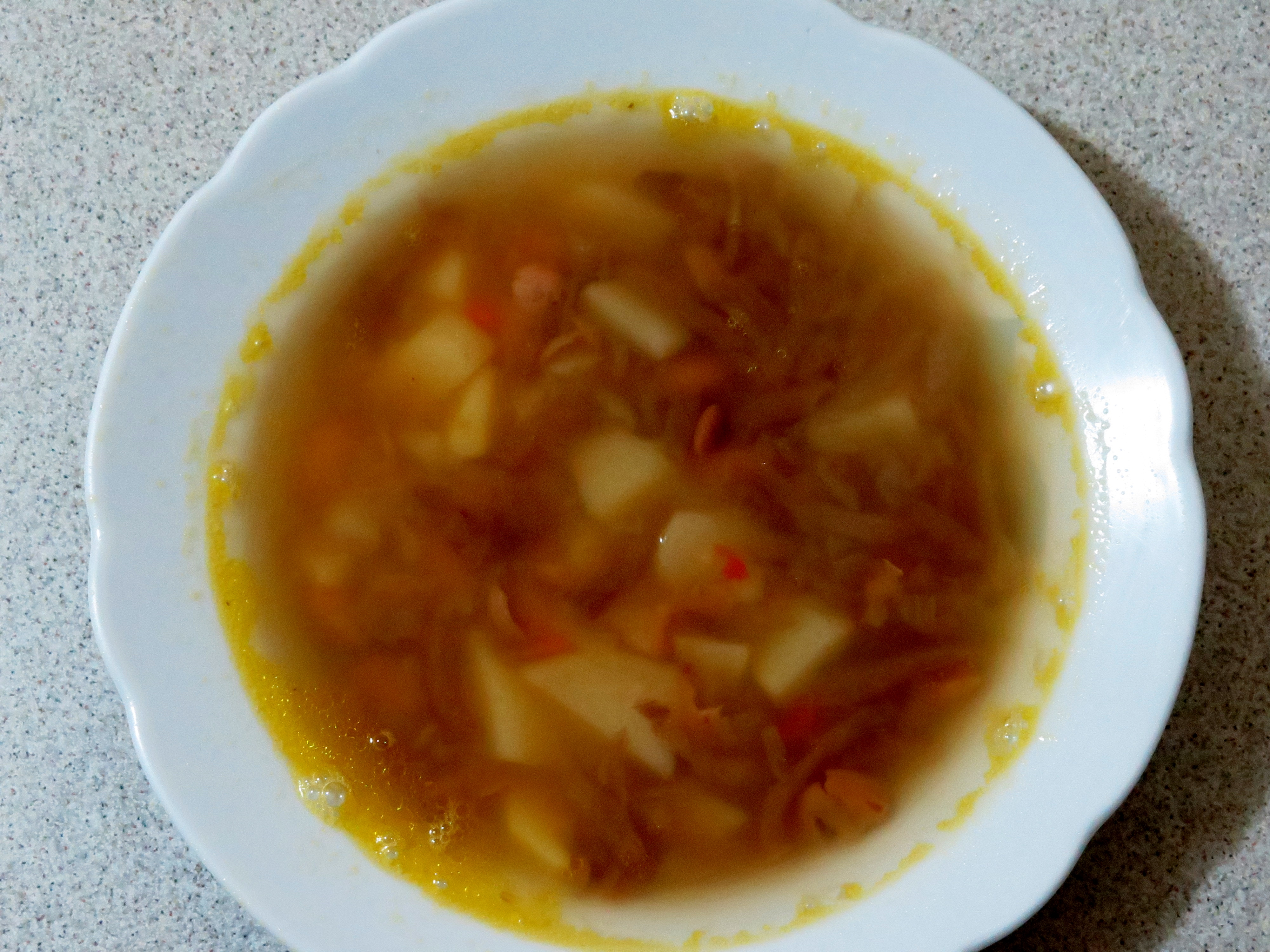
Soupe jota.
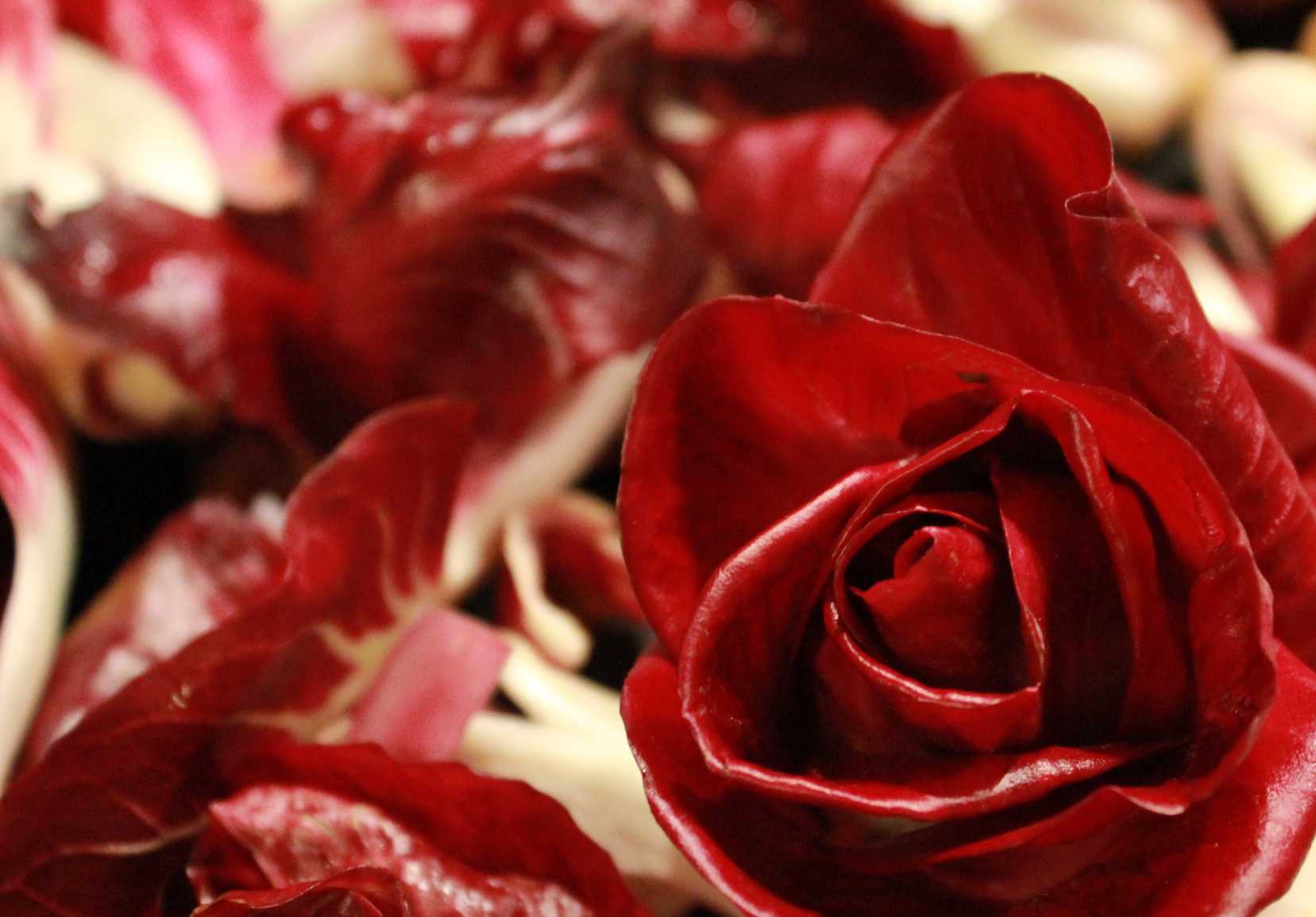
La Rosa di Gorizia est une varieté locale de salade typique de la zone de Gorizia.
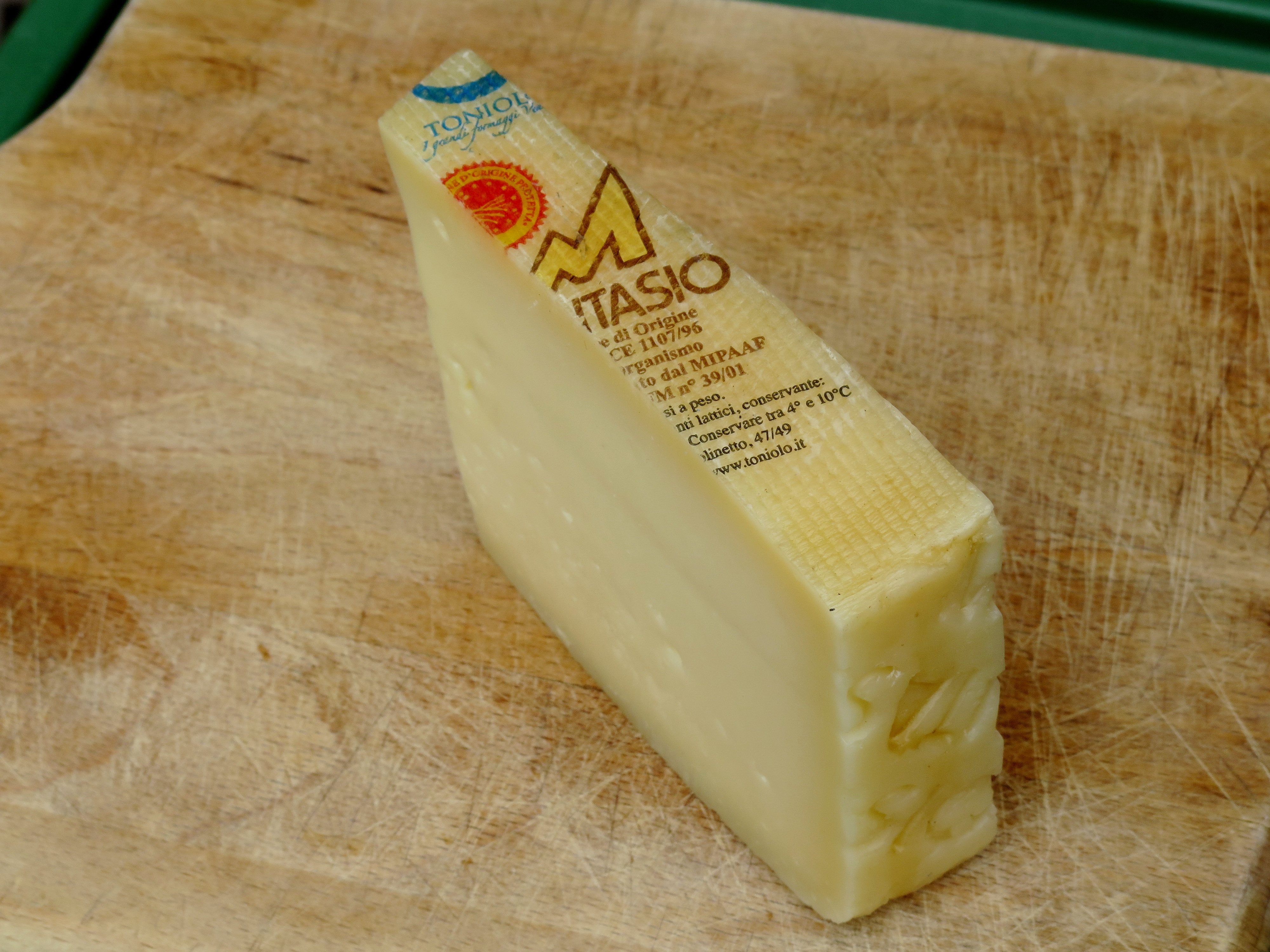
Fromage montasio.
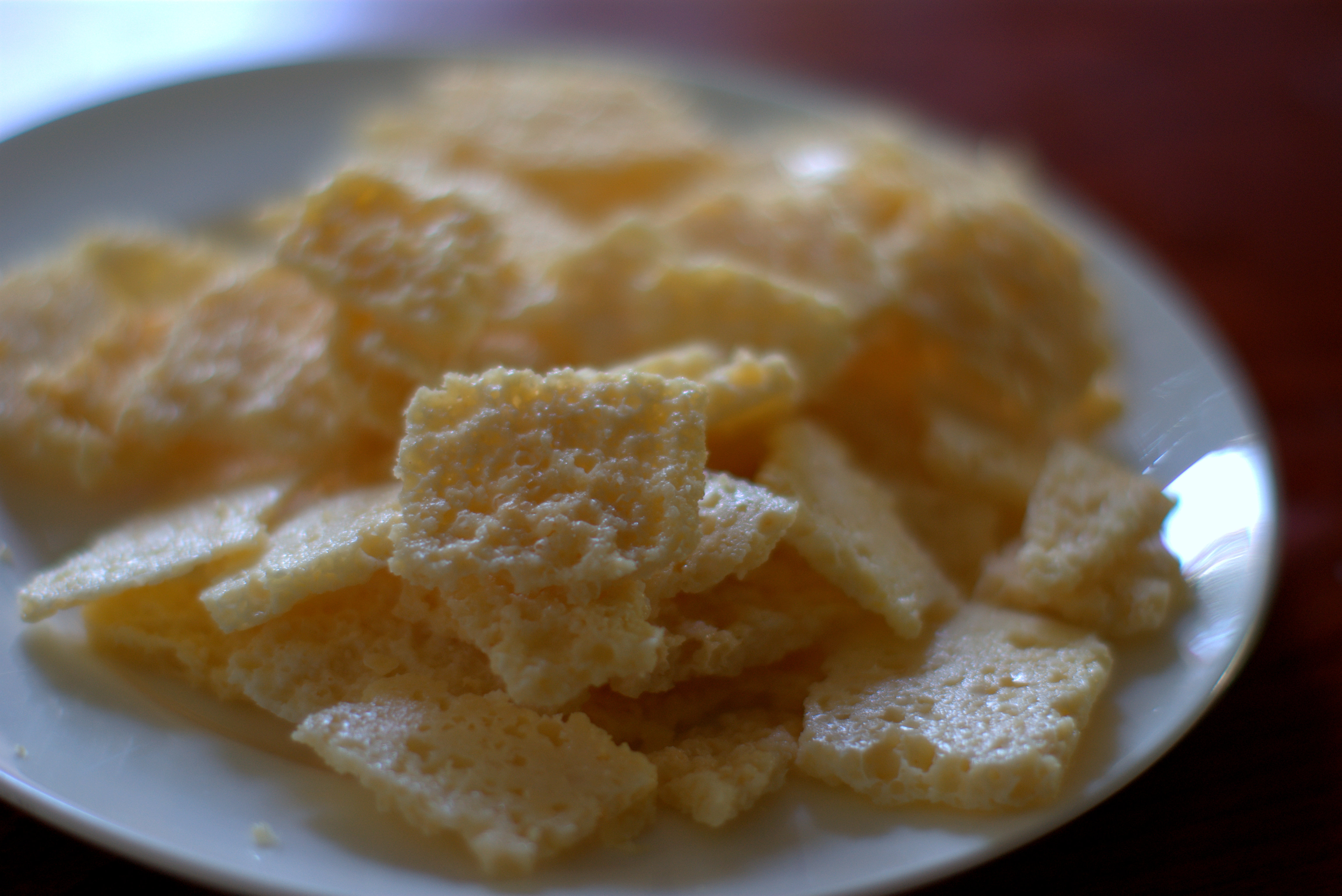
Frico.
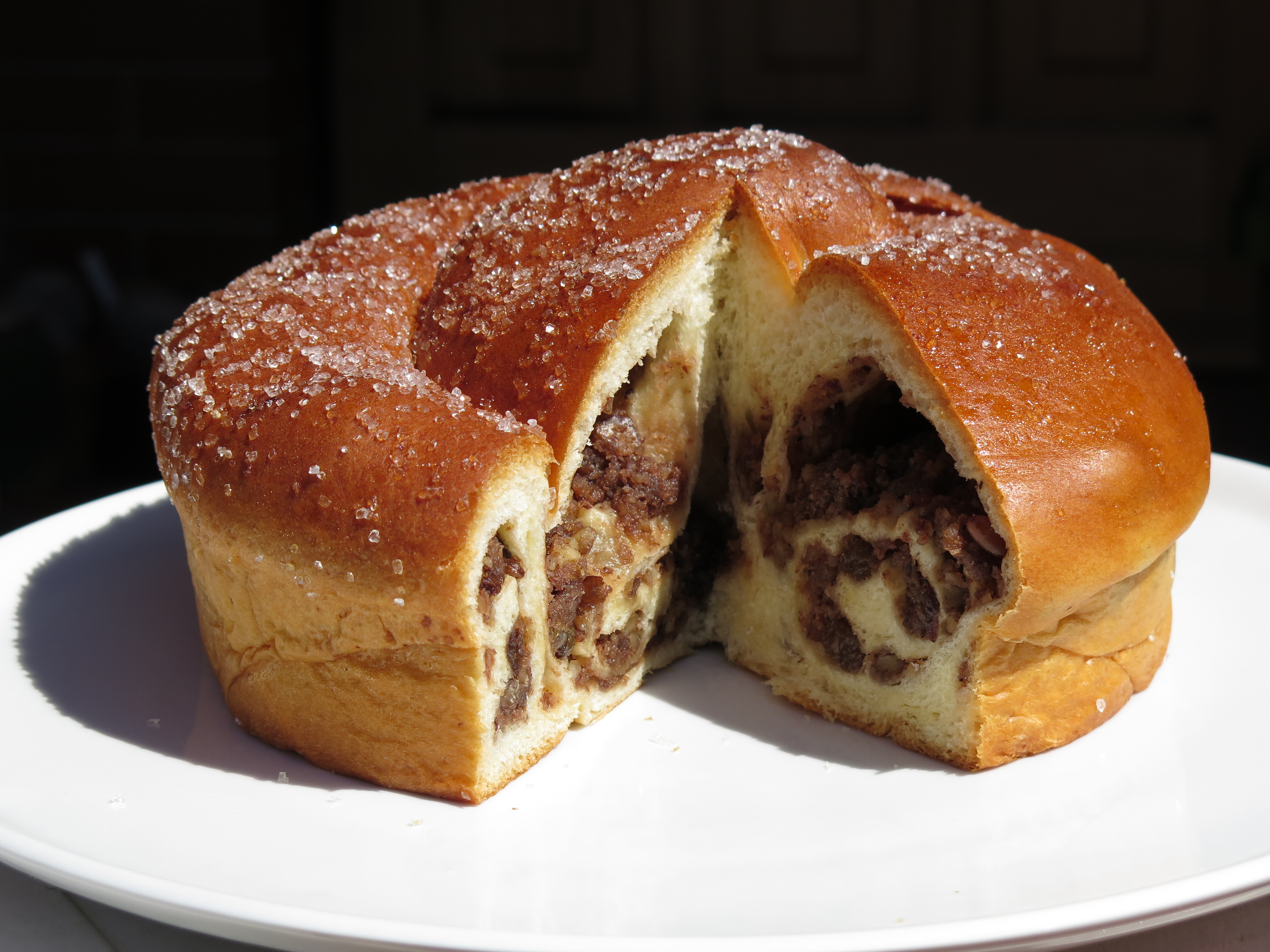
Gubana des Valli del Natisone (it).

## Tourisme
Le territoire varié, les monuments des villes, l'artisanat, la gastronomie locale sont un atout. Le tourisme gastronomique est axé sur les routes des châteaux et du jambon cru dans des collines du Frioul central.

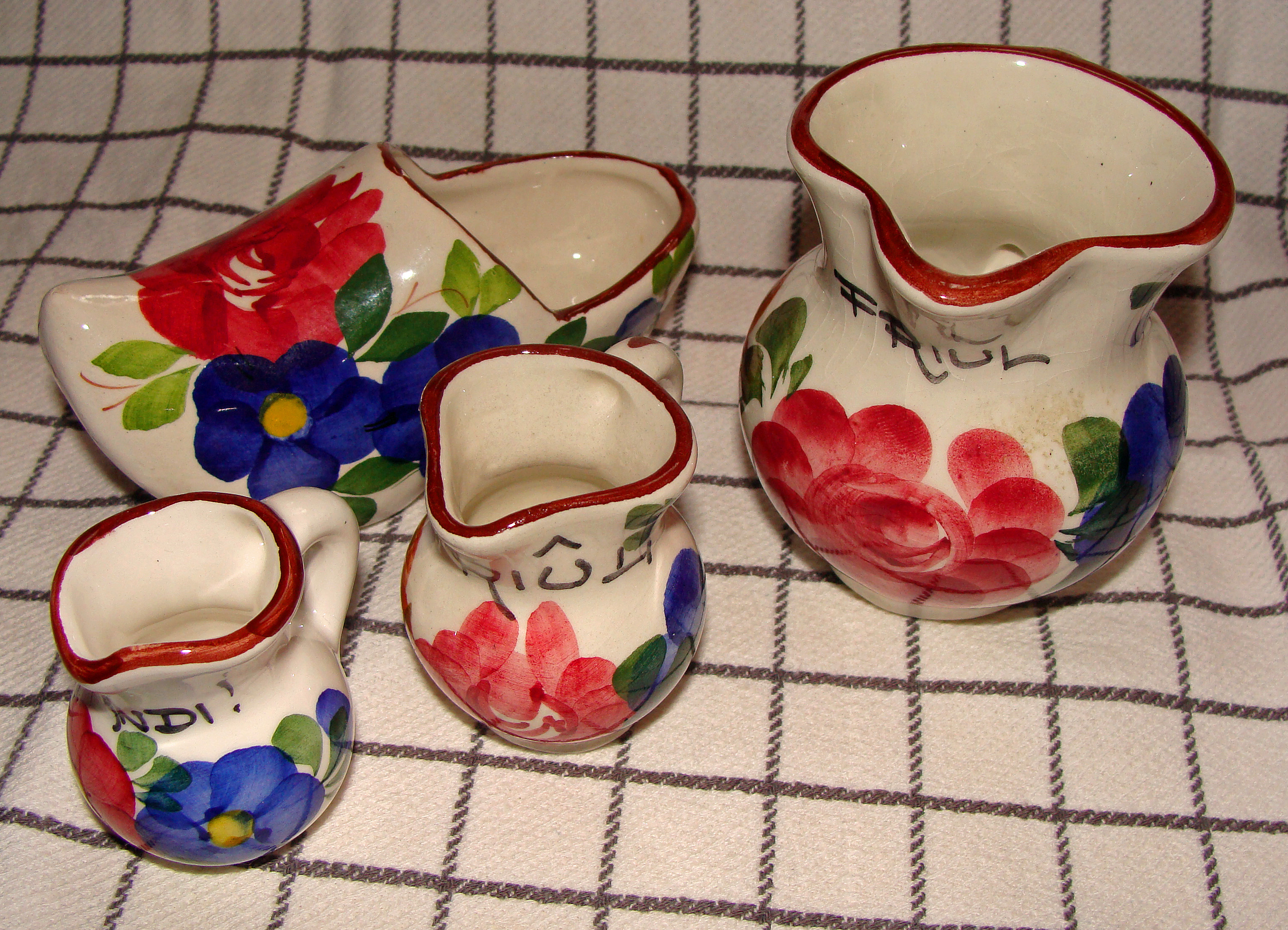
Poterie artisanale du Frioul.

Le secteur le plus développé du Frioul-Vénétie Julienne est le tourisme balnéaire. Les plages de Grado, de Lignano Sabbiadoro, de Marina Iulia et Panzano Bagni à Monfalcone, et celles de et proches de Trieste, comme Duino-Aurisana, Sistiana et Muggia, sont parmi les plus fréquentées du littoral adriatique nord, par une clientèle italienne de proximité, et européenne de l'ouest (autrichienne, allemande, suisse, néerlandaise, peu de francophones) et de l'est (slovène, croate, hongroise, tchèque, slovaque, polonaise et russe).
Les lacs naturels et artificiels du Haut-Frioul attirent les passionnés de sports de plein air et de baignade : Vajont, Barcis, Ravedis, Tramonti, Verzegnis, Sauris, Trasaghis, Fusine et Predil. D'autres préfèrent se baigner dans les torrents et la pratique des sports d'eaux vives.

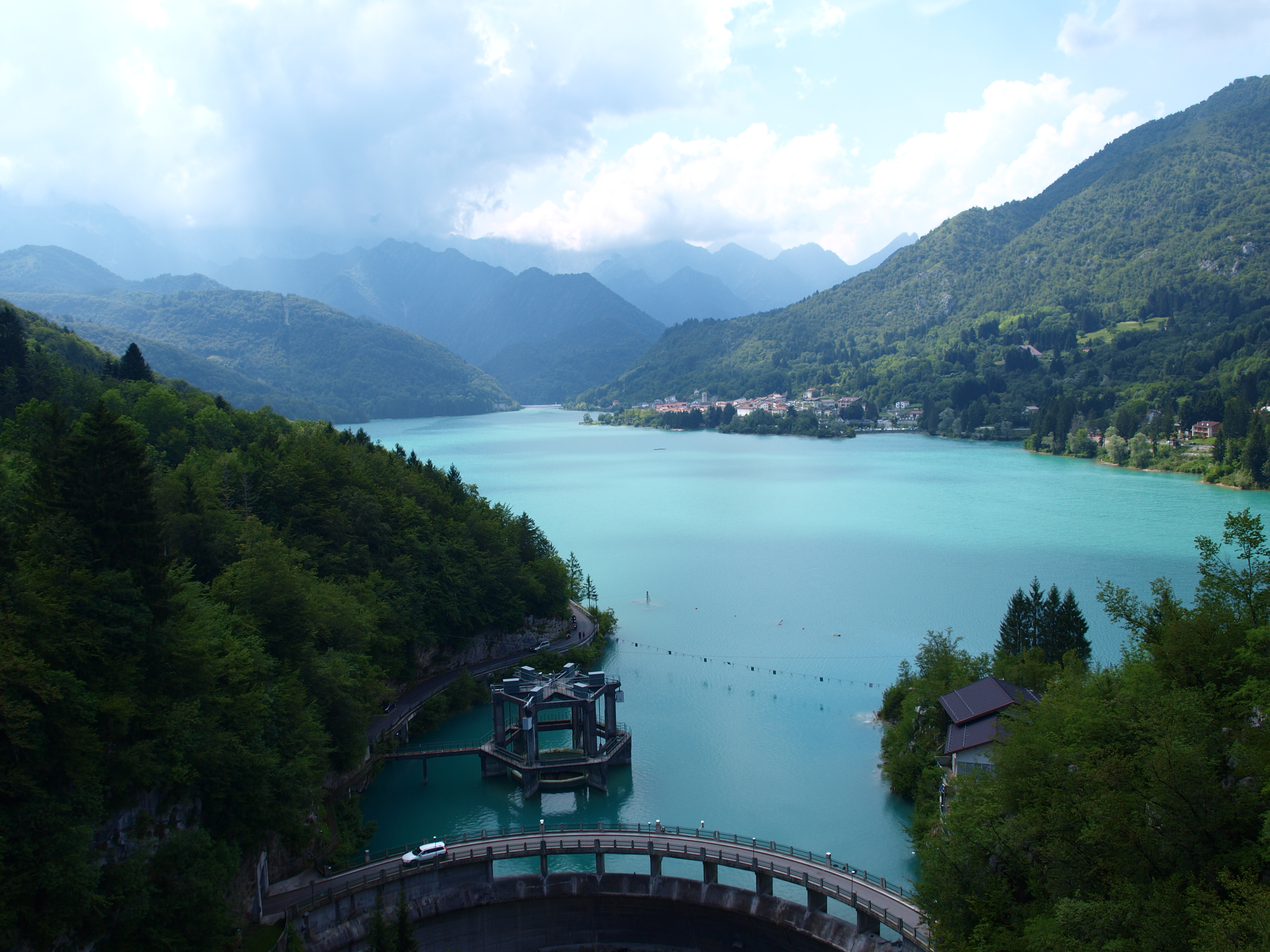
Le lac de Barcis, centre de pratique des sports de lac (planche à voile, pêche...).

Suit le tourisme des sports d'hiver et d'été dans le Haut-Frioul (Préalpes Carniques, Dolomites Frioulanes, Alpes Carniques, Préalpes juliennes et Alpes juliennes) : les stations de Piancavallo (PN), Ravascletto-Zoncolan, Forni di Sopra-Sauris, Tarvisio et Chiusaforte-Sella Nevea-Canin (UD) sont les plus fréquentées par une clientèle régionale, nationale et européenne. D'autres petites stations familiales régionales tirent difficilement leur épingle du jeu : Ampezzo, Claut, Cimolais, Sutrio-Paluzza, Prato Carnico, Verzegnis-Sella Chianzutan, Malborghetto-Valbruna et Pontebba-Passo Pramollo. Deux parcs naturels régionaux attirent aussi les amateurs de silence, de sports nature, de faune et de flore alpines : les Dolomites frioulanes (classées au patrimoine mondial de l'UNESCO) et les Préalpes juliennes.
Sans oublier les thermes d'Arta Terme et les parcs d'attractions de Lignano et de Grado.
Quelques villes ou villages d'art ou historiques sont Cividale del Friuli, Aquileia, Palmanova, Villa Manin à Passariano, San Daniele del Friuli, Gemona del Friuli, Venzone, Tarcento, Tolmezzo, Sauris, en province d'Udine ; Spilimbergo, Sacile, San Vito al Tagliamento, Valvasone, Sesto al Réghena, en province de Pordenone ; Grado, Cormons, Gradisca d'Isonzo, en province de Gorizia ; le château de Miramare à Grignano, Muggia, Duino-Aurisina, en province de Trieste.
Les chefs-lieux de province Trieste, Udine, Gorizia et Pordenone ont un tourisme culturel d'art et d'affaires.
La région possède, à ce jour[Quand ?], 5 sites inscrits au Patrimoine mondial de l'UNESCO : Aquileia, Palmanova, les Dolomites frioulanes, Cividale del Friuli et Palù di Livenza.

## Villes et villages d'art et d'histoire
- Aquileia, classé UNESCO
- Cervignano del Friuli

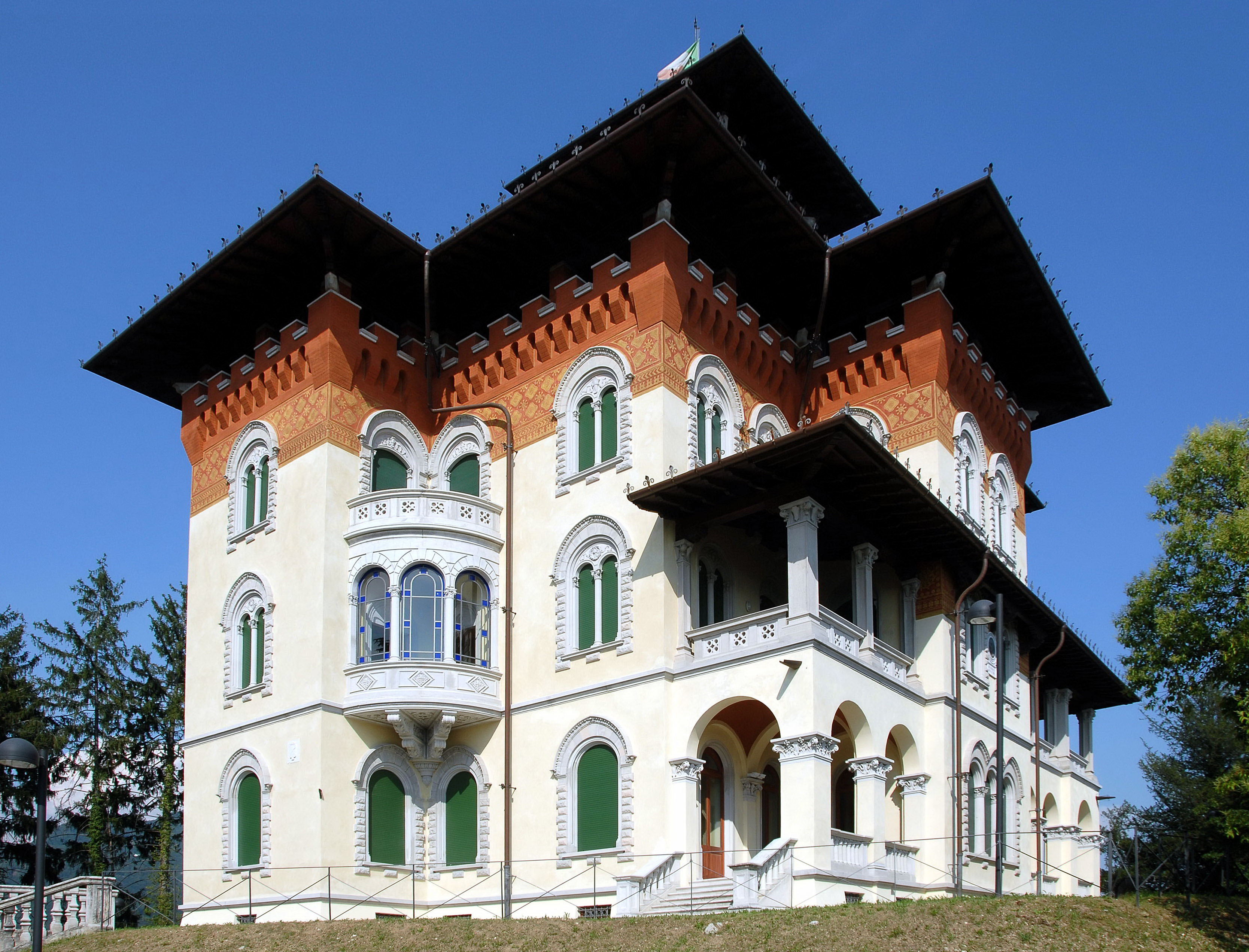
Tarcento, villa Moretti.

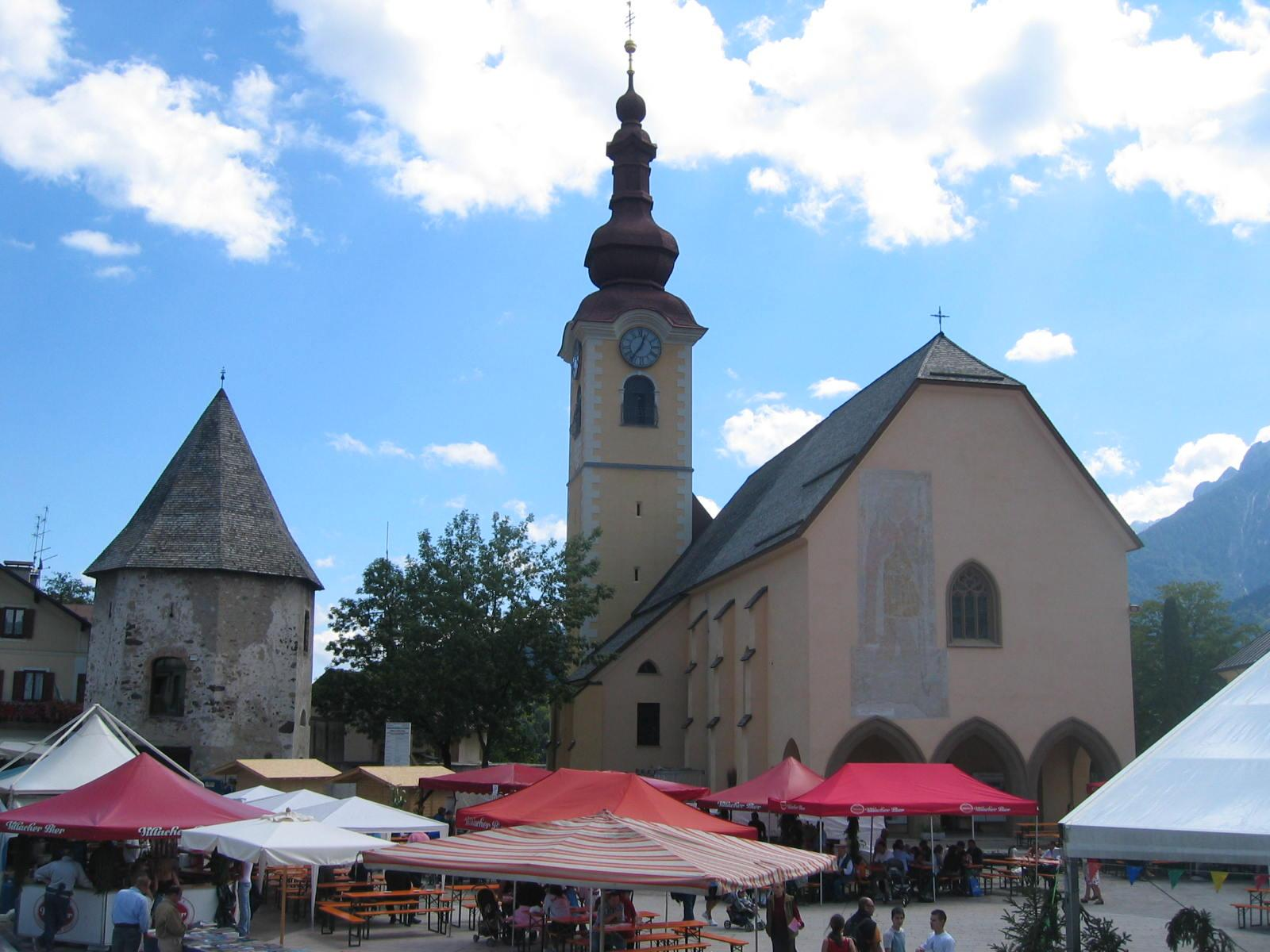
Tarvisio.

- Cividale del Friuli, classé UNESCO
- Codroipo-Passariano Villa Manin
- Cordovado
- Cormons
- Duino-Aurisina
- Gemona del Friuli
- Gorizia
- Gradisca d'Isonzo
- Grado
- Monfalcone
- Muggia
- Palmanova, classé UNESCO
- Porcia
- Pordenone
- San Daniele del Friuli
- San Vito al Tagliamento
- Sesto al Réghena
- Tarcento
- Tarvisio
- Tolmezzo
- Trieste
- Udine
- Sacile
- Spilimbergo
- San Daniele del Friuli
- Valvasone
- Venzone
- Zoppola
- Zuglio

## Personnalités
- Ippolito Nievo (1831-1861), a résidé dans le Frioul et a décrit dans son roman débuté en 1855 (Il Conte Pecoraio o Storia del nostro secolo)[9].
- Julius Kugy (1858-1944), alpiniste, humaniste de culture slovène, ayant écrit en allemand.
- Italo Svevo (1861-1928), écrivain né à Trieste, où il habita pendant la plus grande partie de sa vie.
- Tita Gori (1871-1941), artiste-peintre né à Nimis.
- James Joyce (1882-1941), poète et écrivain irlandais, séjourna aussi à Trieste au début du XXe siècle.
- Umberto Saba (1883-1957), poète, de Trieste, immortalisa cette ville cosmopolite.
- Carlo Michelstaedter (1887-1910), philosophe.
- Scipio Slataper (1888-1915), militaire et écrivain irrédentiste italien de Trieste.
- Roberto Bazlen (1902-1965), figure littéraire de Trieste.
- Ettore Molinaro (1906-2001), coureur cycliste.
- Giorgio Strehler (1921–1997), acteur et metteur en scène de théâtre.
- Mario Rigoni Stern (1921-2008), écrivain.
- Pier Paolo Pasolini (1923-1975), réalisateur de cinéma, écrivain et poète en langue frioulane, bien qu'il ne fût pas originaire de la région, vécut à Casarsa della Delizia (PN), la ville d'origine de sa mère où il est enterré.
- Carlo Rubbia (1934–), prix Nobel de physique.
- Dj Tubet (1982-), rappeur, producteur et freestyler née à Cividale del Friuli. Il chante en italien et en Frioulan.
- Lodovica Comello (1990-), actrice et chanteuse italienne née à San Daniele del Friuli.

## Galerie

### Province de Gorizia

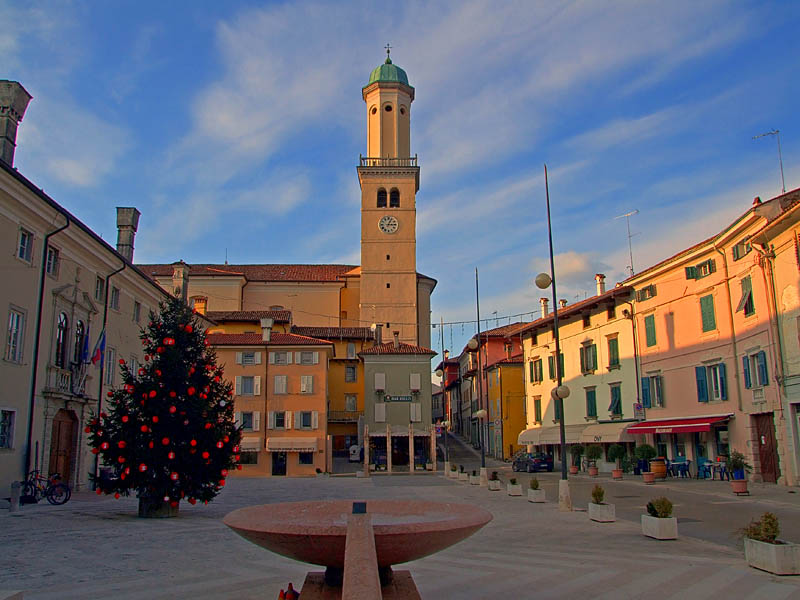
Cormons.
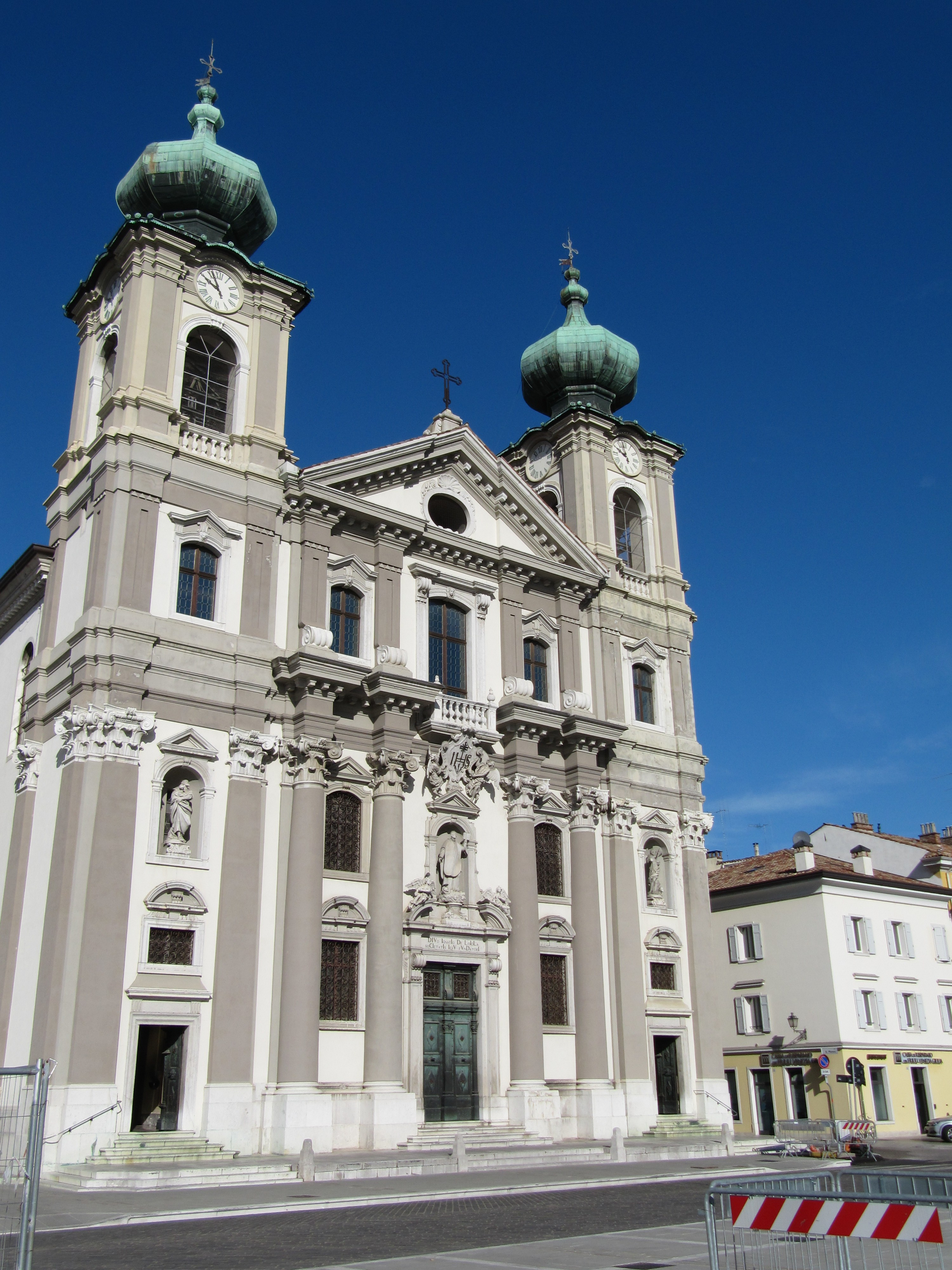
Église Sant'Ignazio de Gorizia.
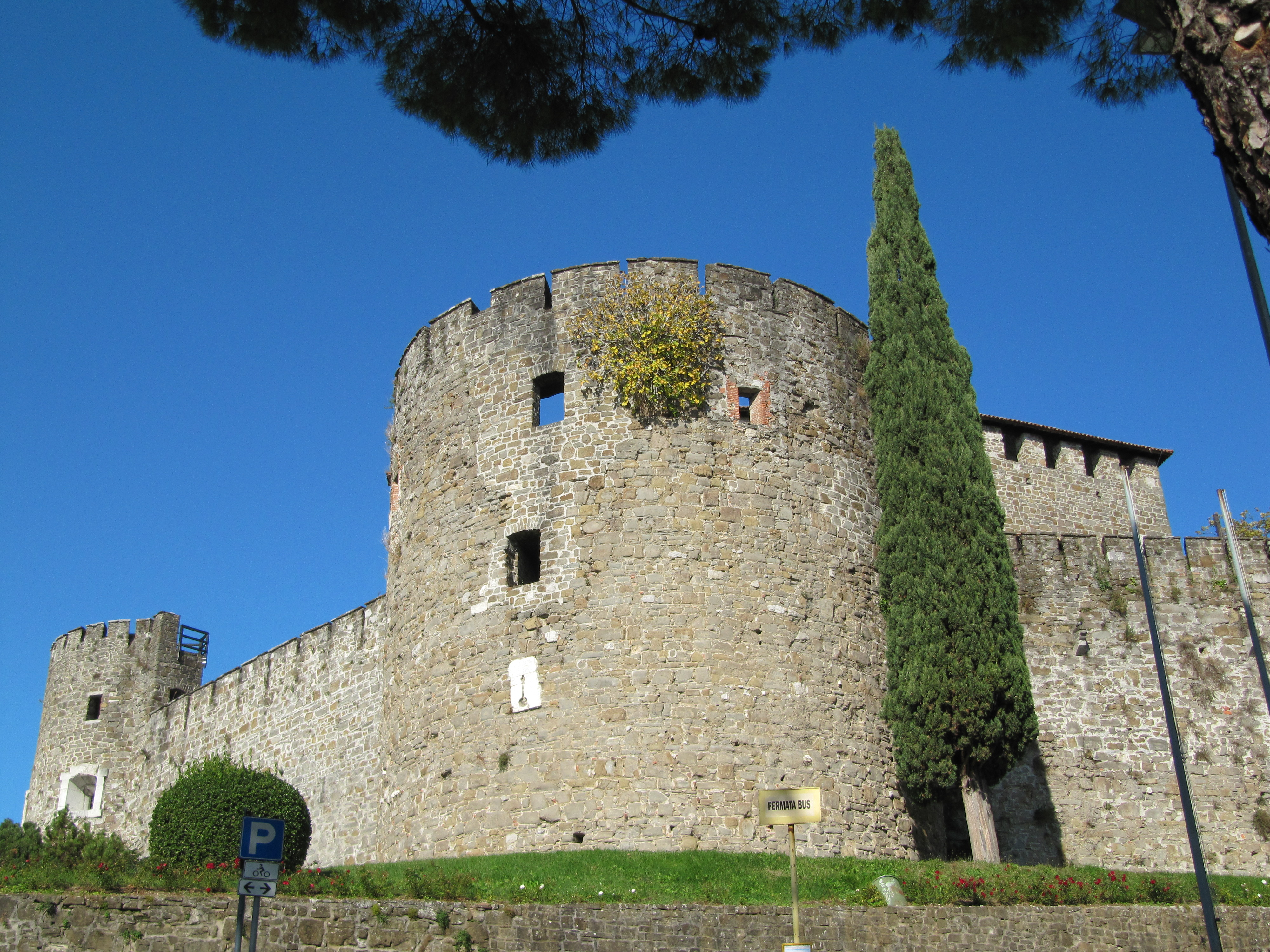
Château de Gorizia.
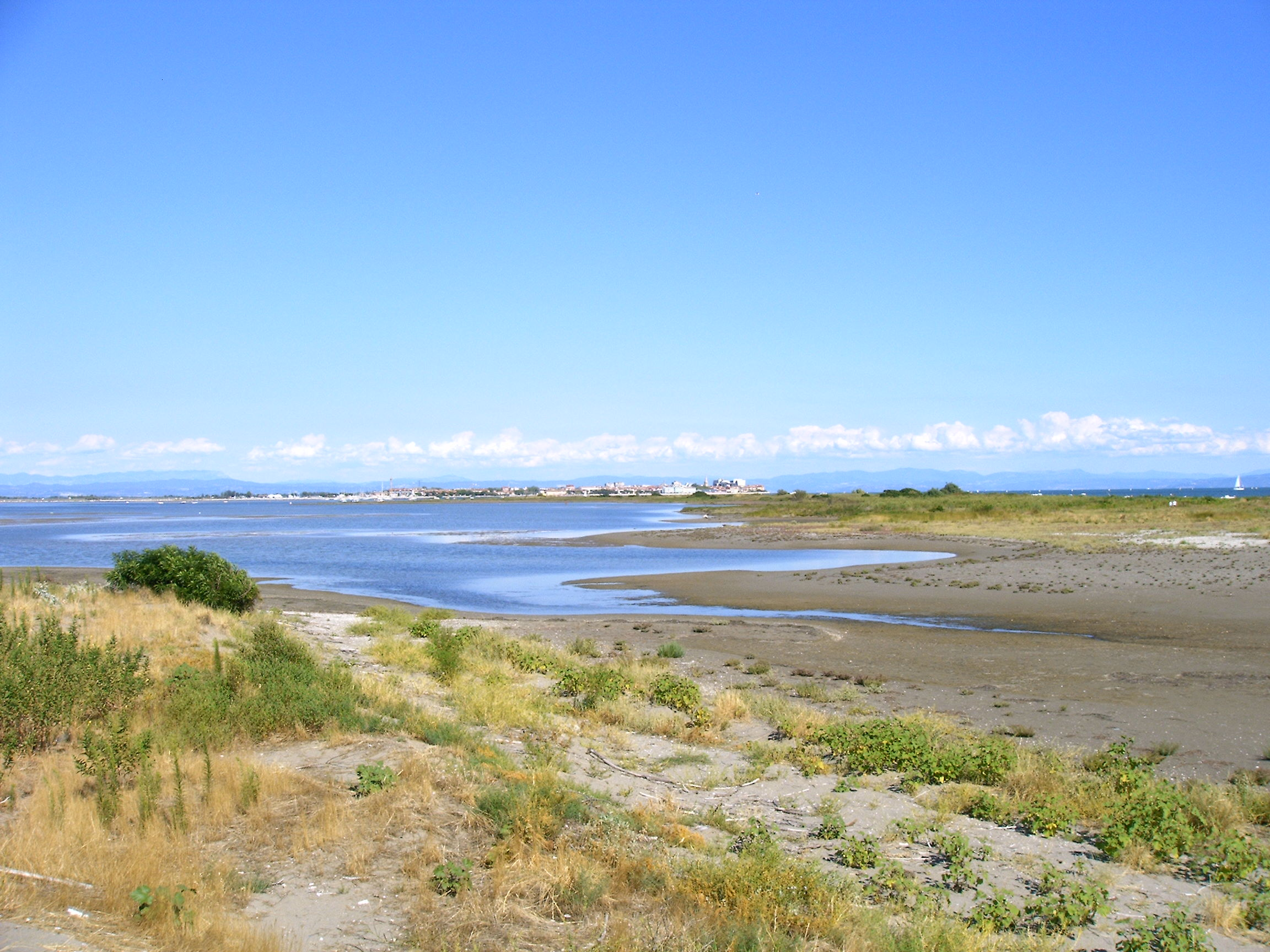
Lagune de Grado.

### Province de Pordenone

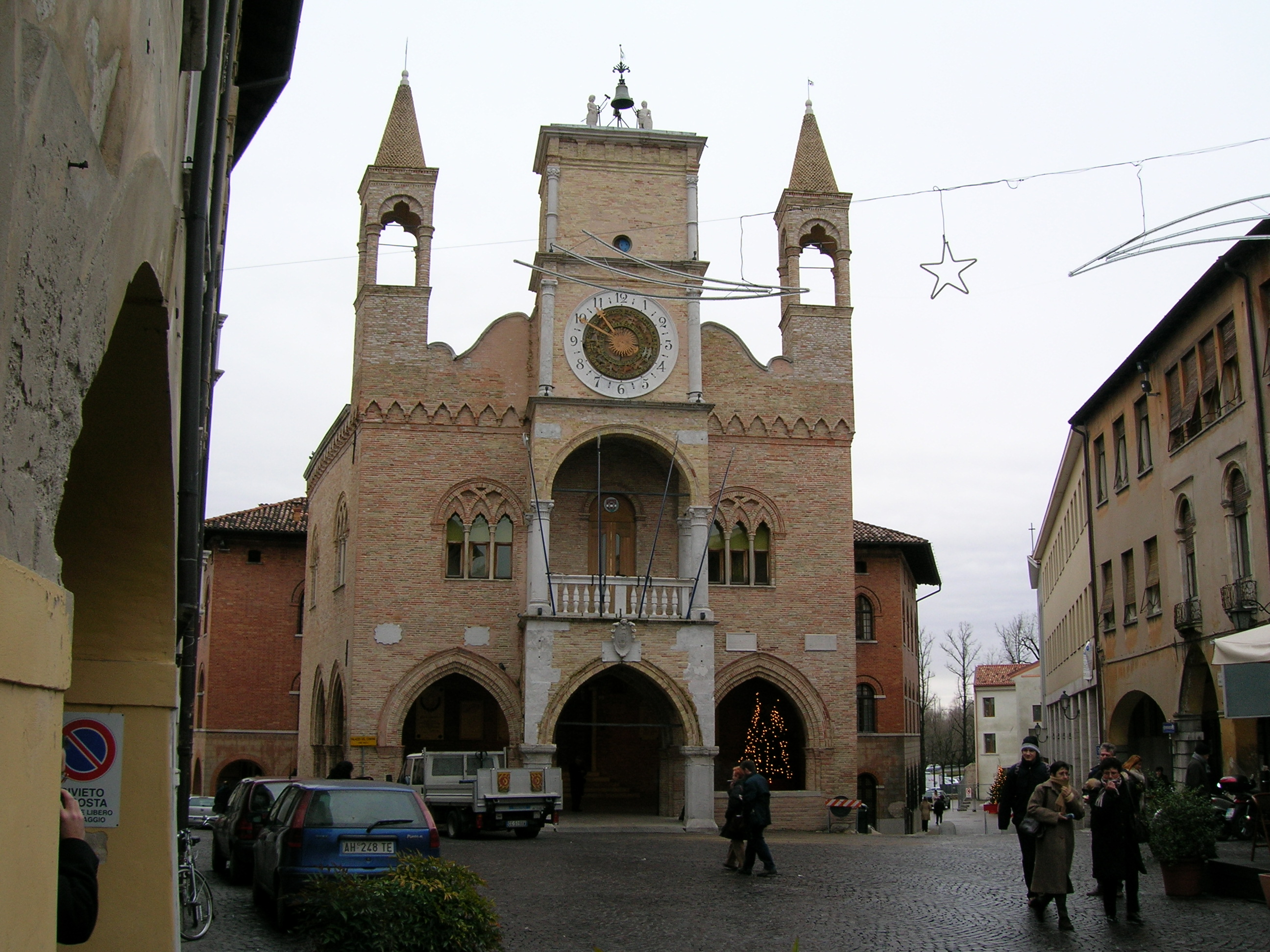
Mairie de Pordenone.
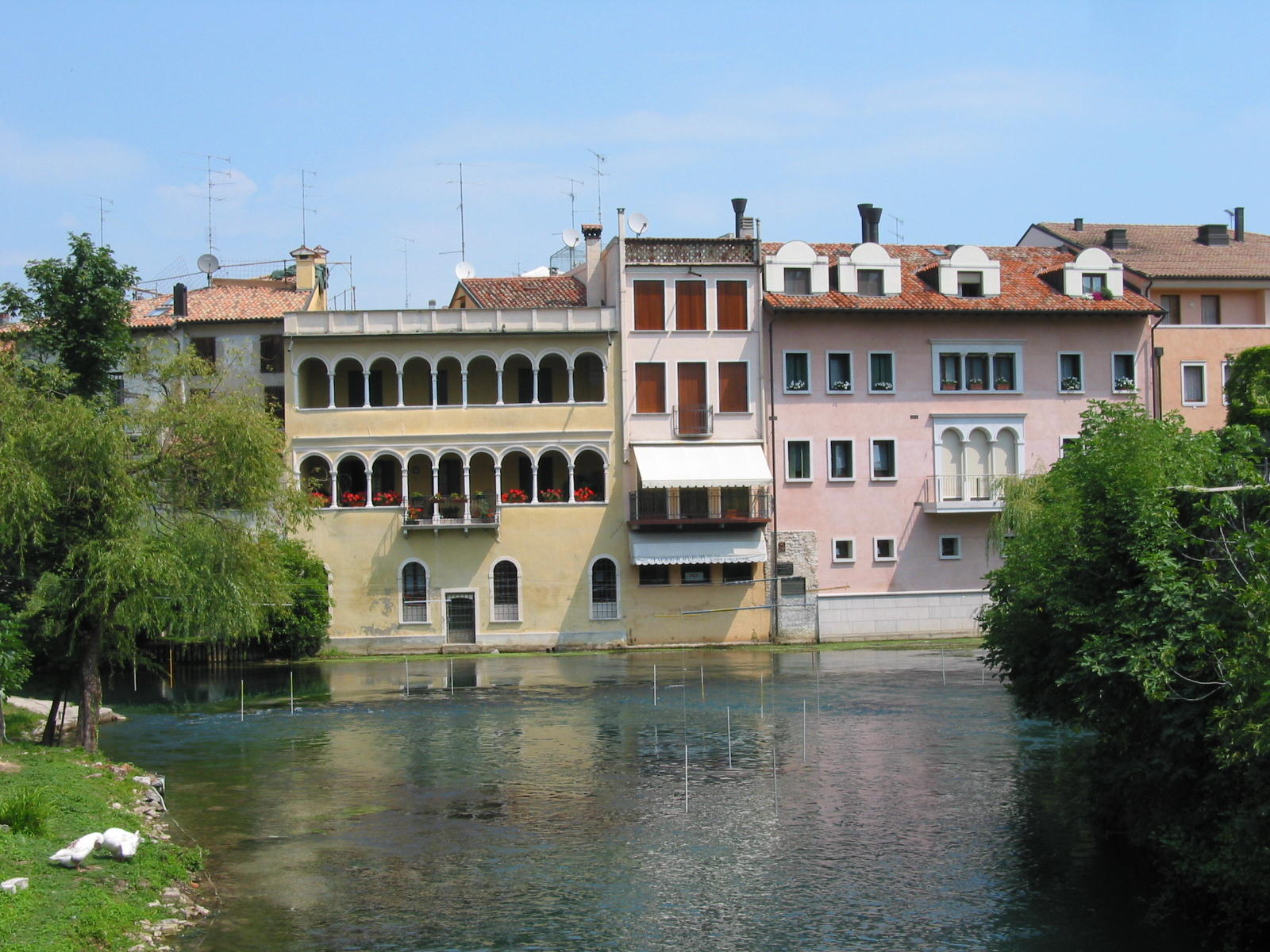
Sacile.
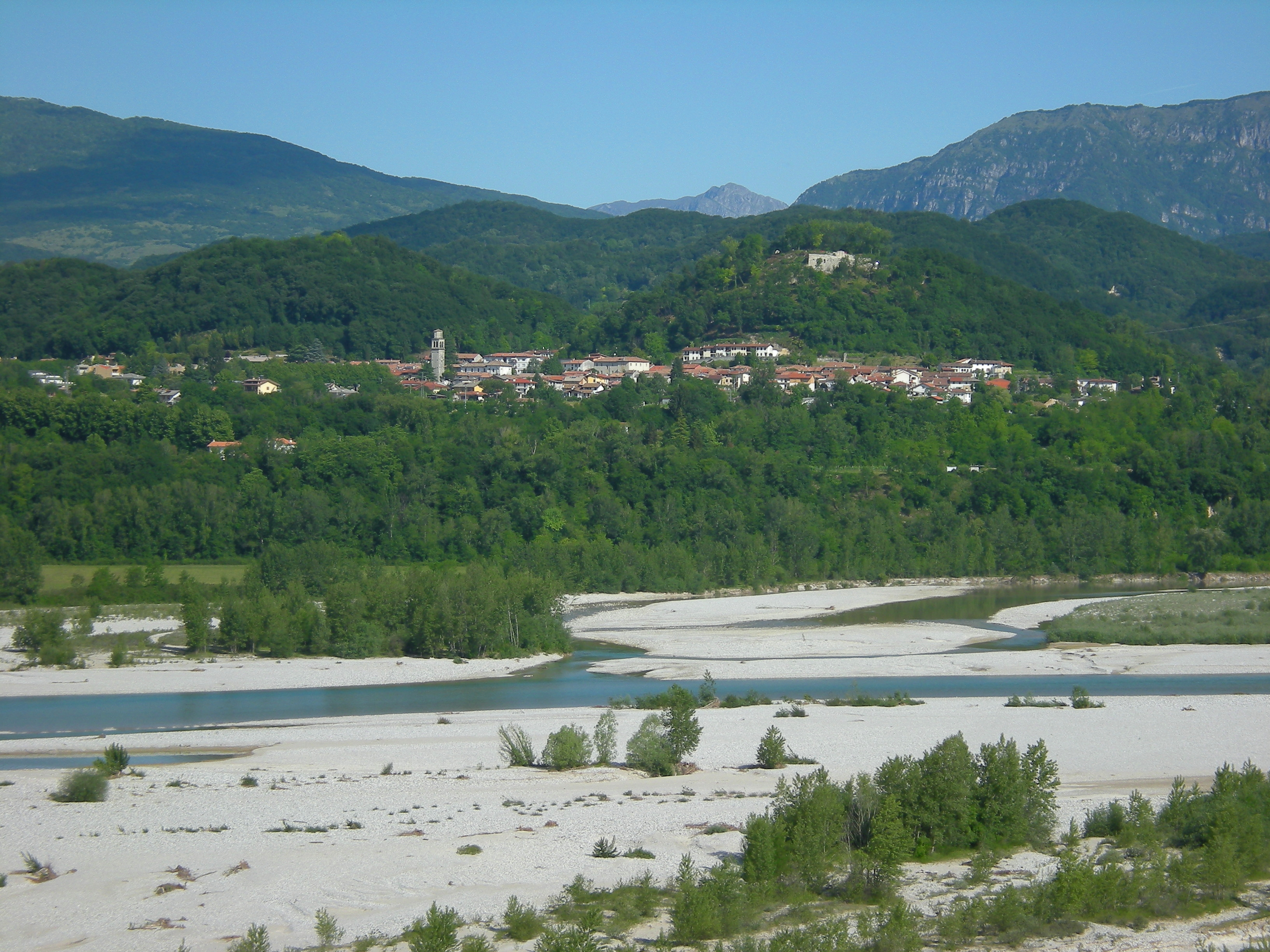
Le fleuve Tagliamento.
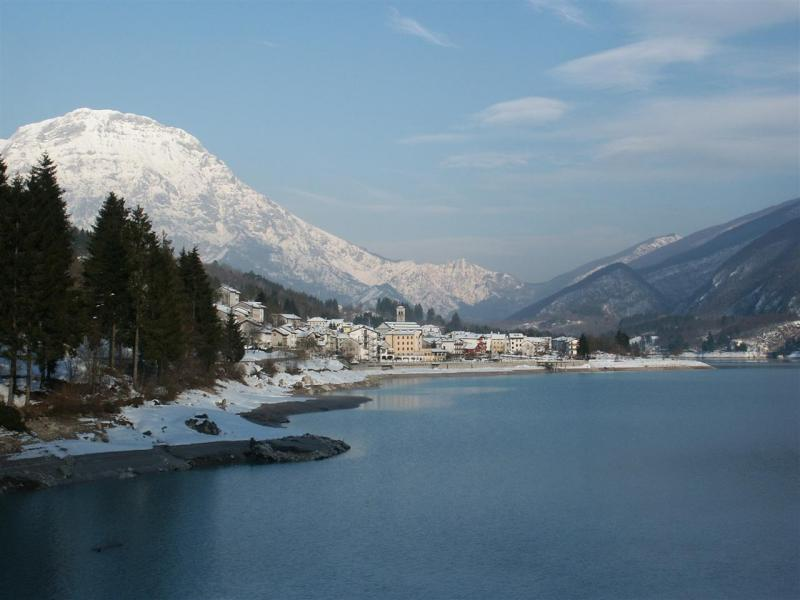
Lac de Barcis.

### Province de Trieste

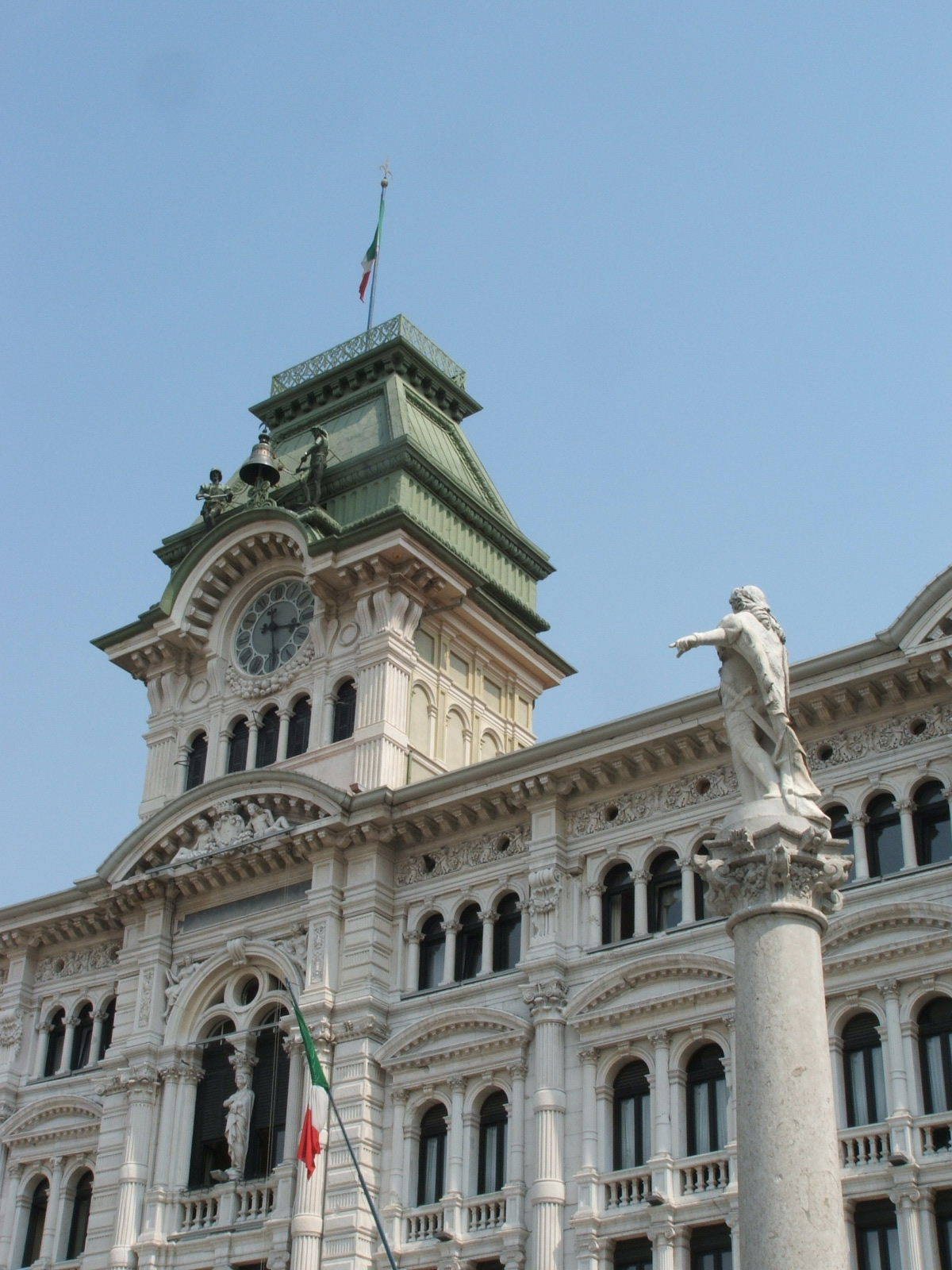
Hôtel de ville, Trieste.
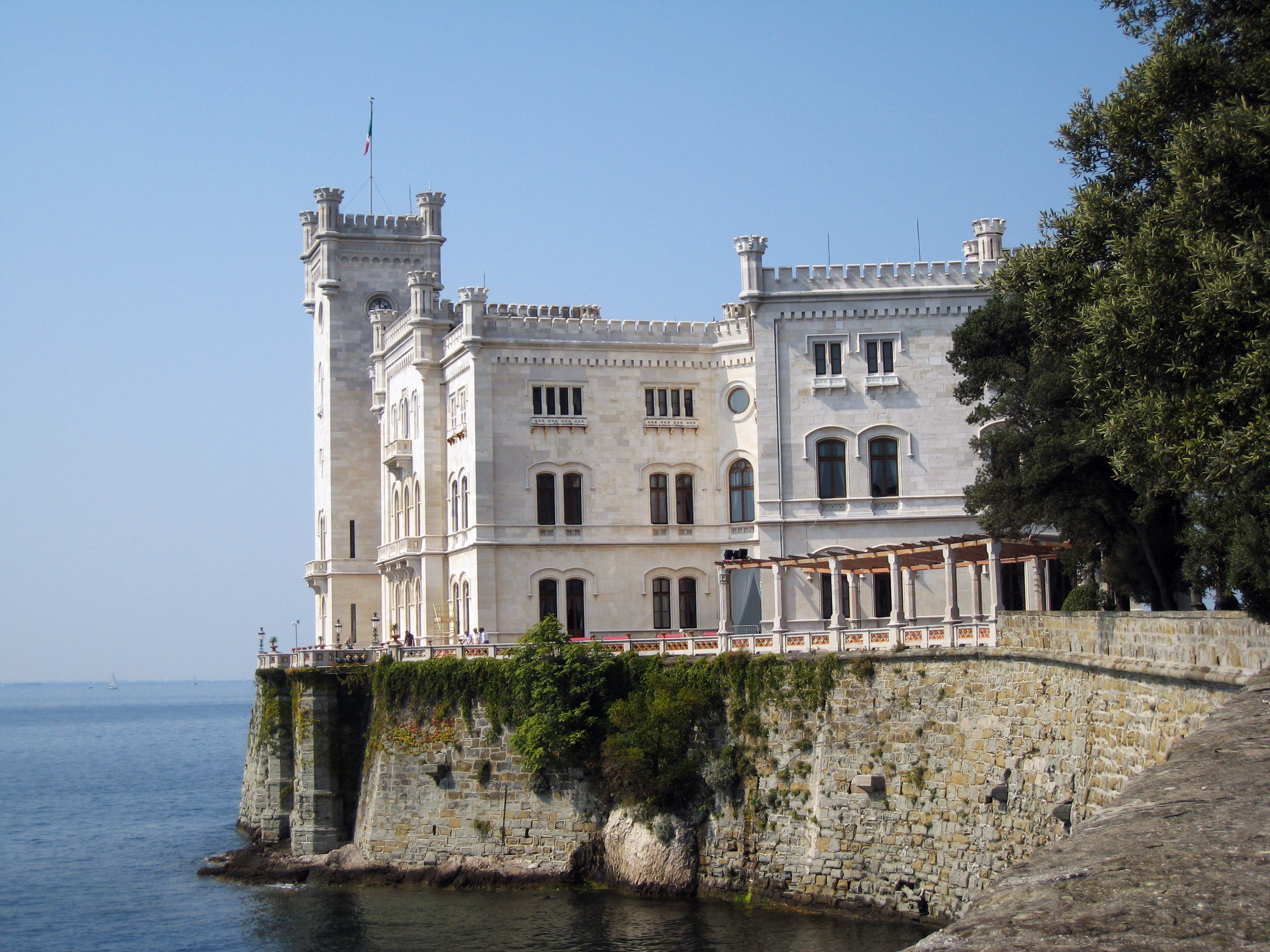
Château de Miramare, Trieste.
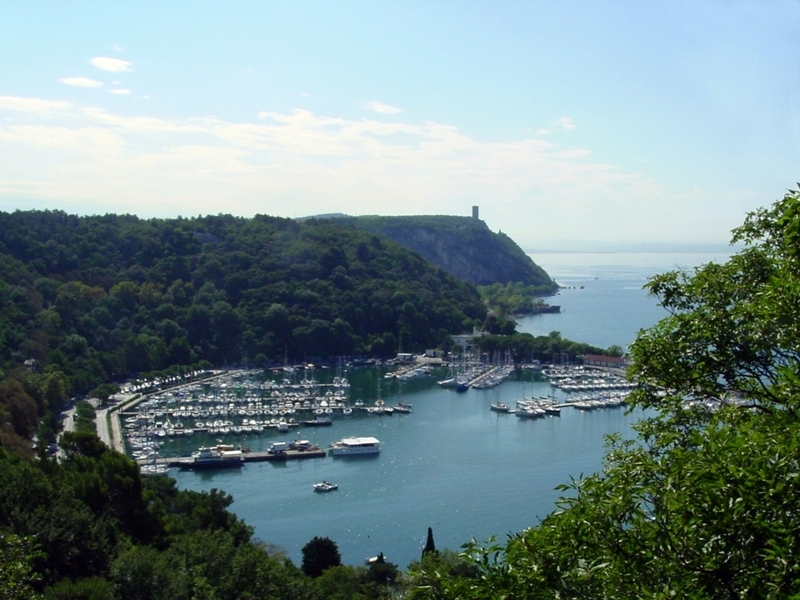
La baie de Sistiana (it).
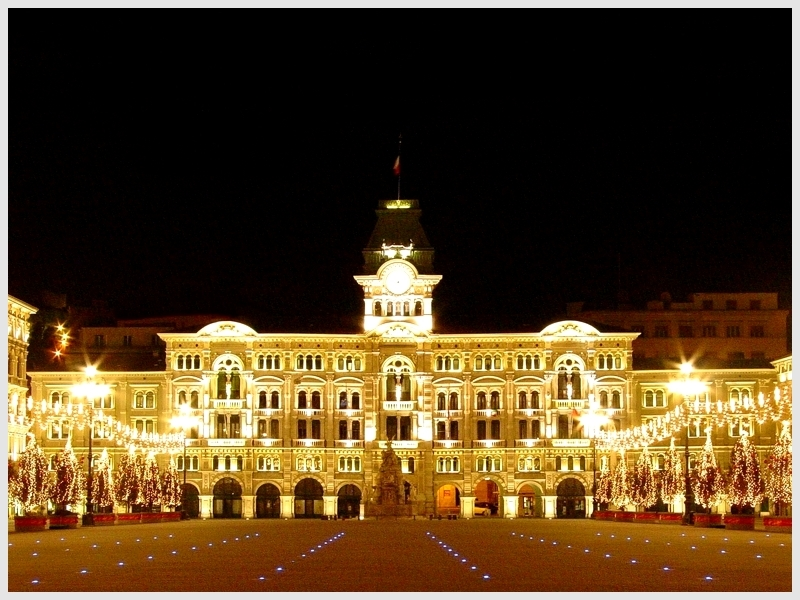
Place Unità d'Italia à Trieste.
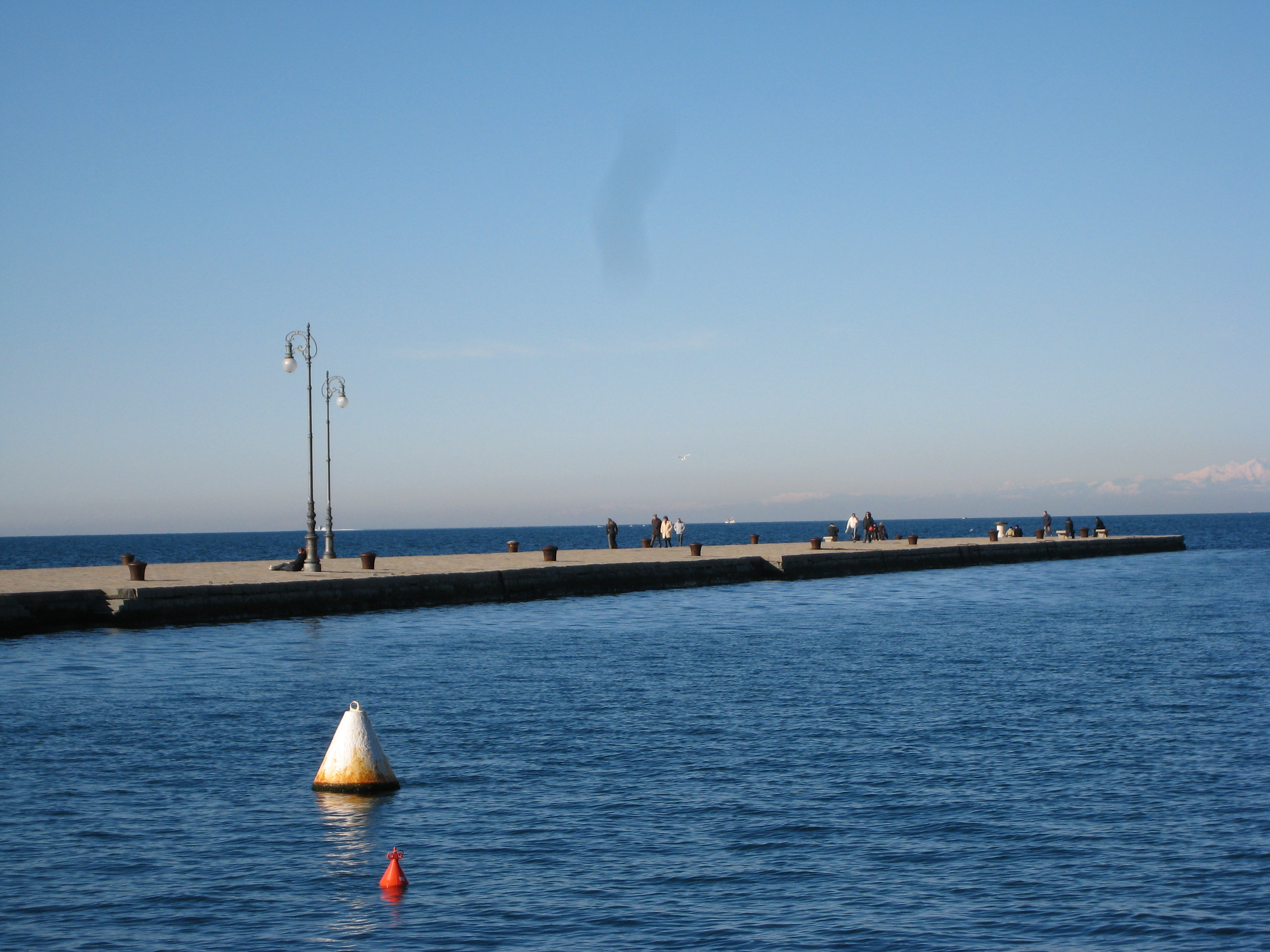
Trieste.
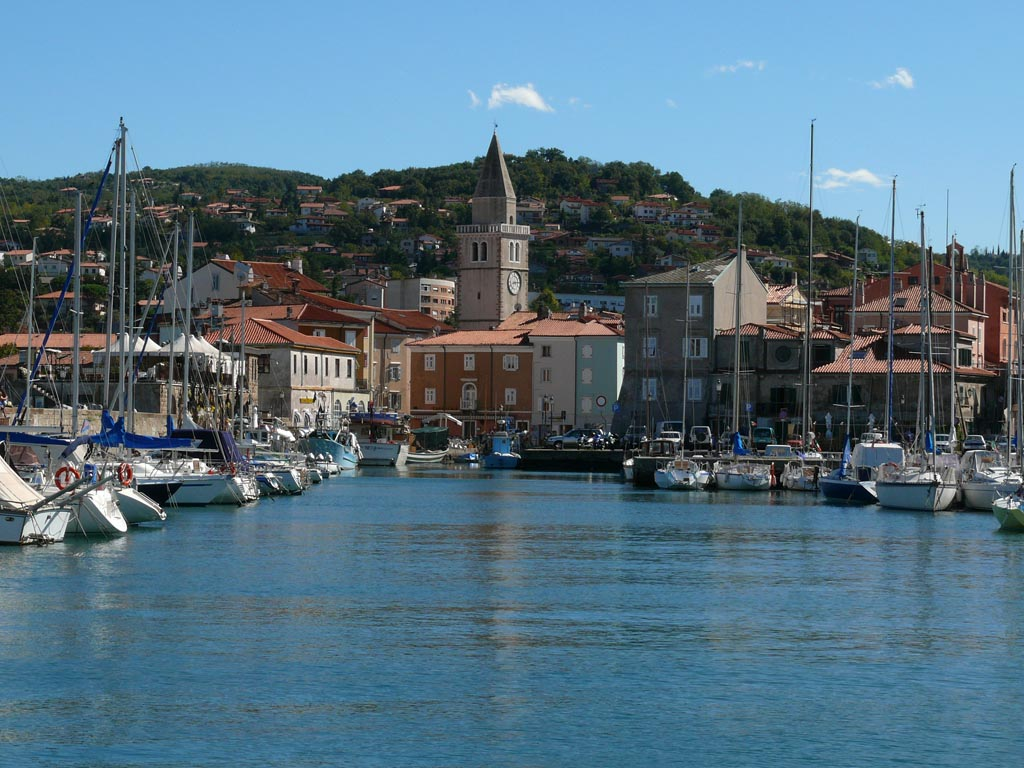
Muggia.
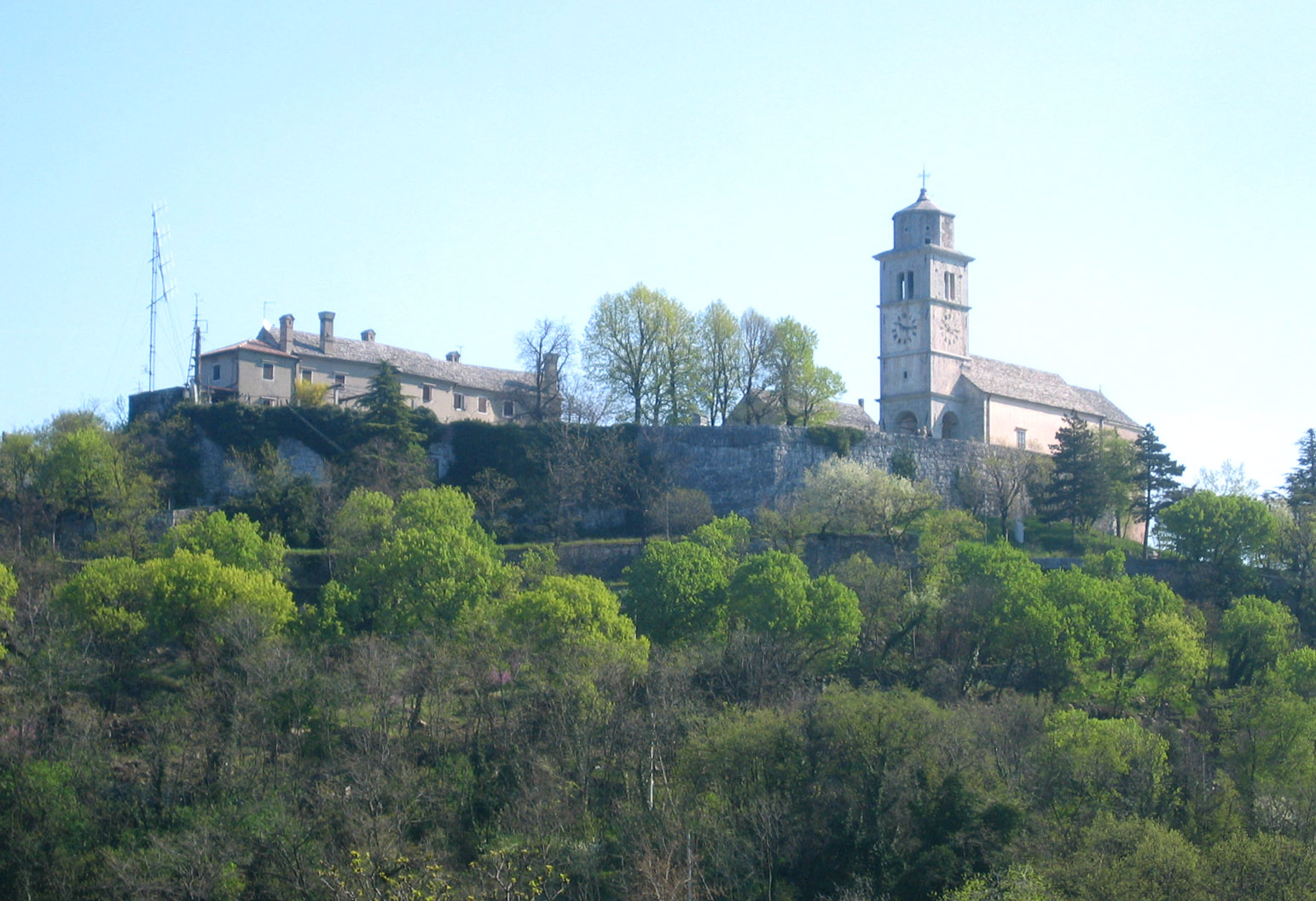
Monrupino.

### Province d'Udine

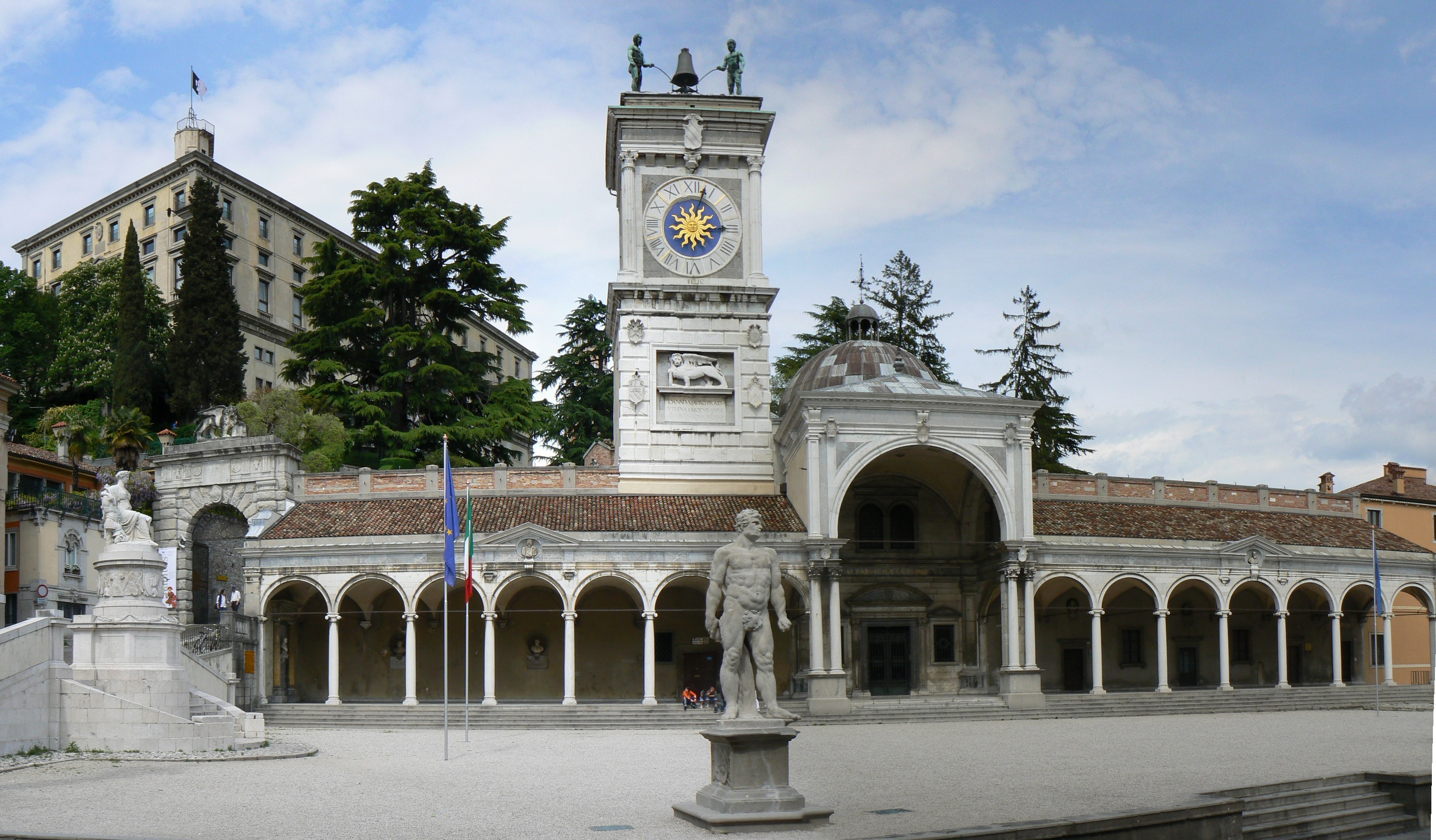
Piazza Libertà, Udine.
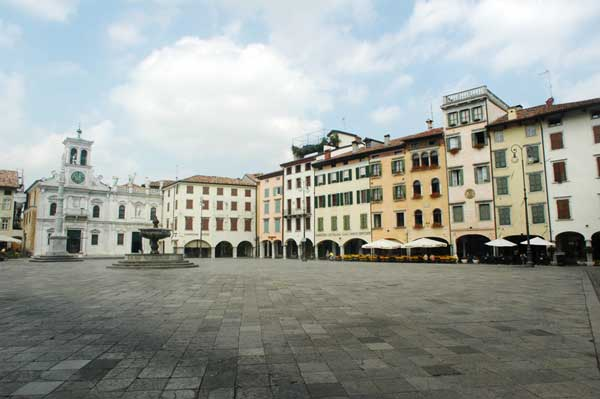
Piazza San Giacomo, Udine.
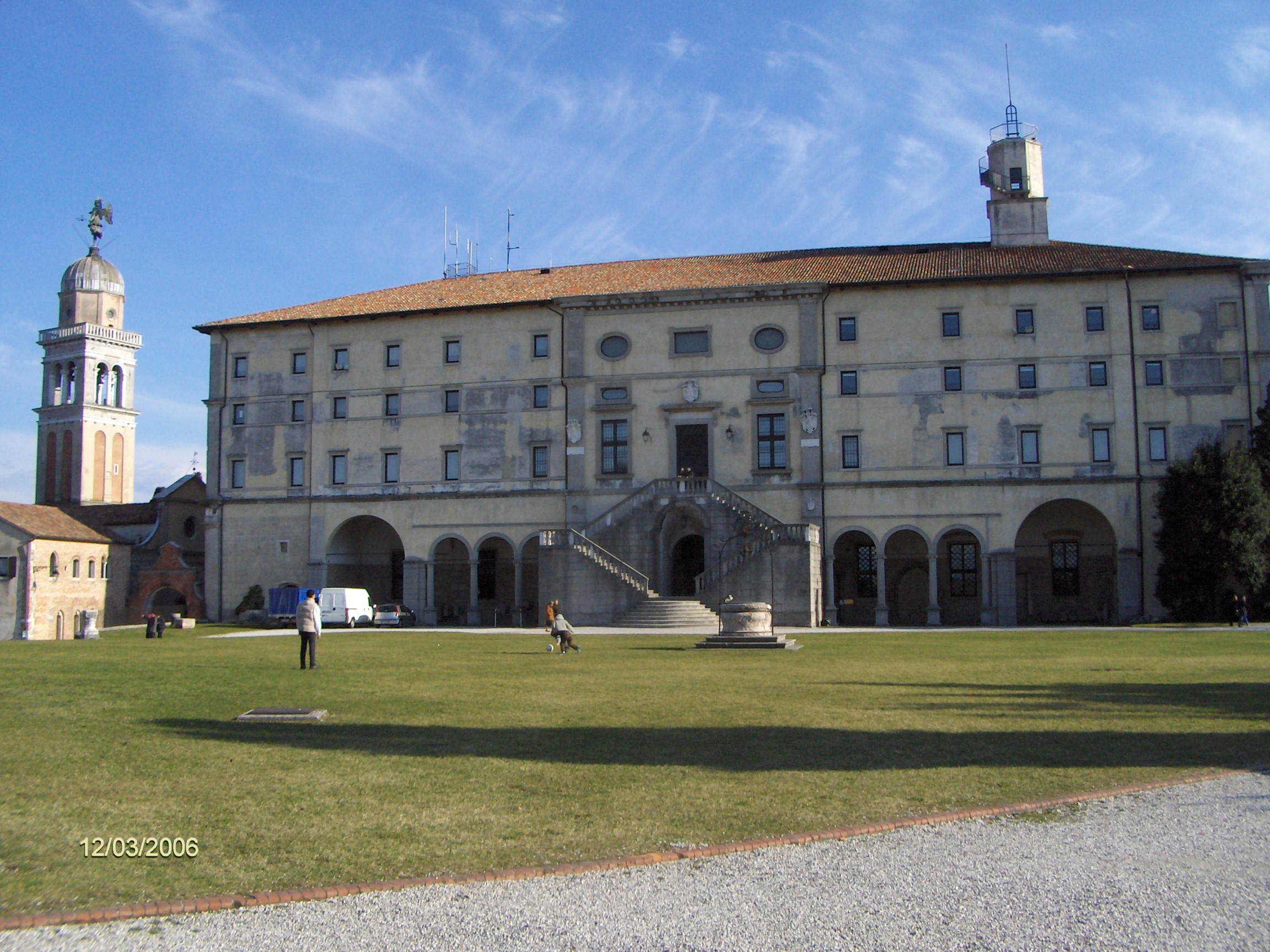
Château d'Udine.
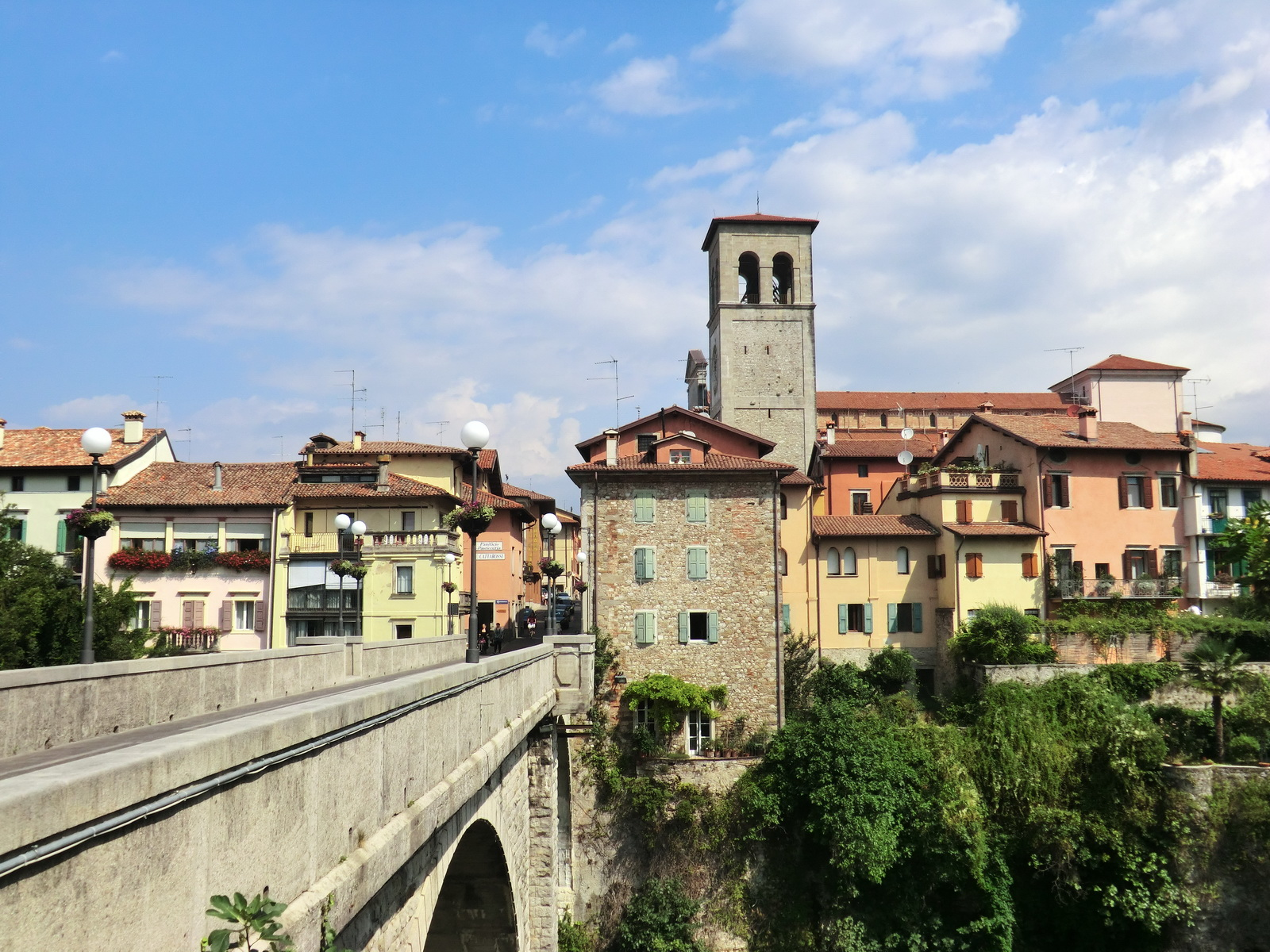
Cividale del Friuli.
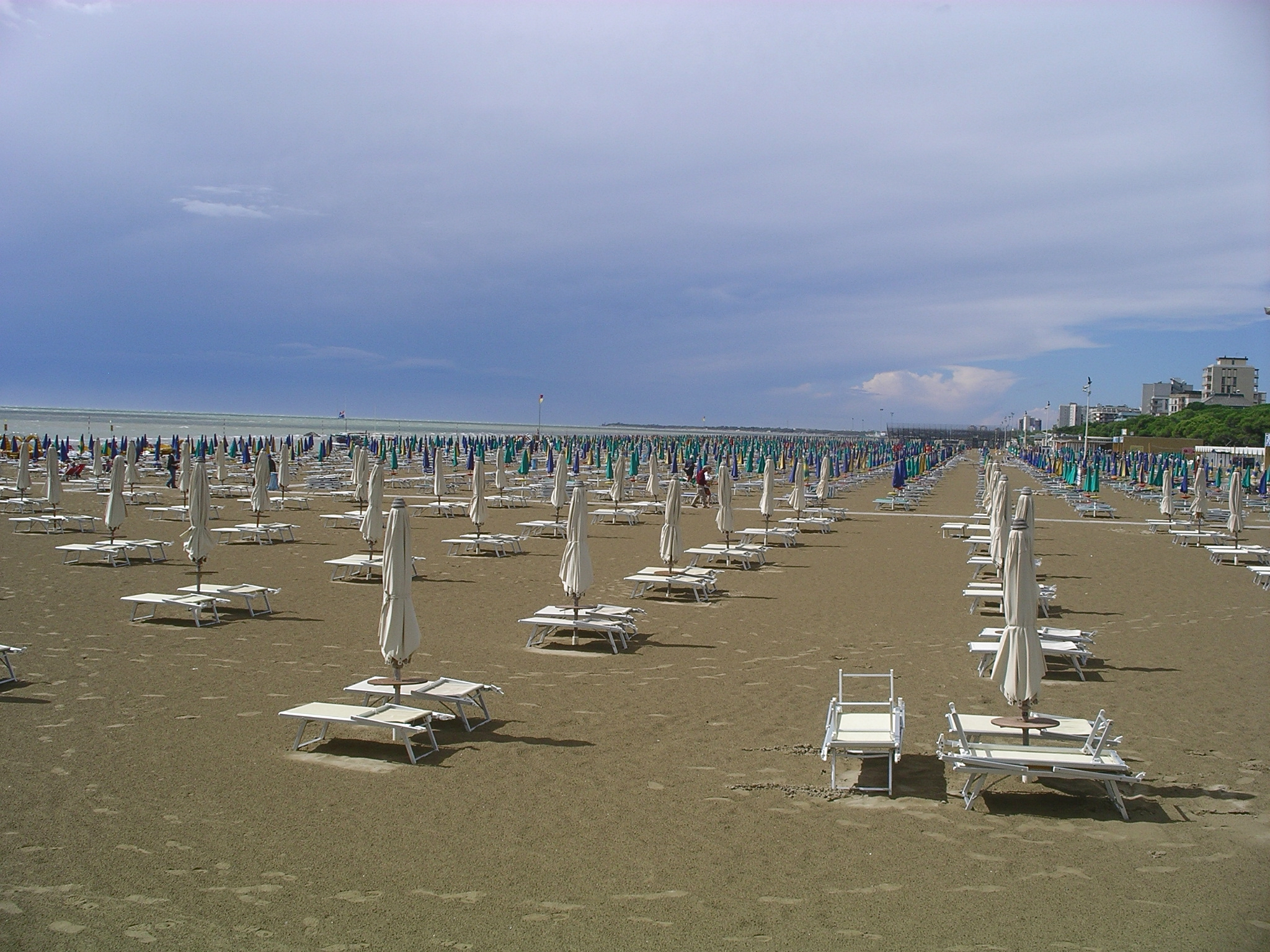
Lignano Sabbiadoro.
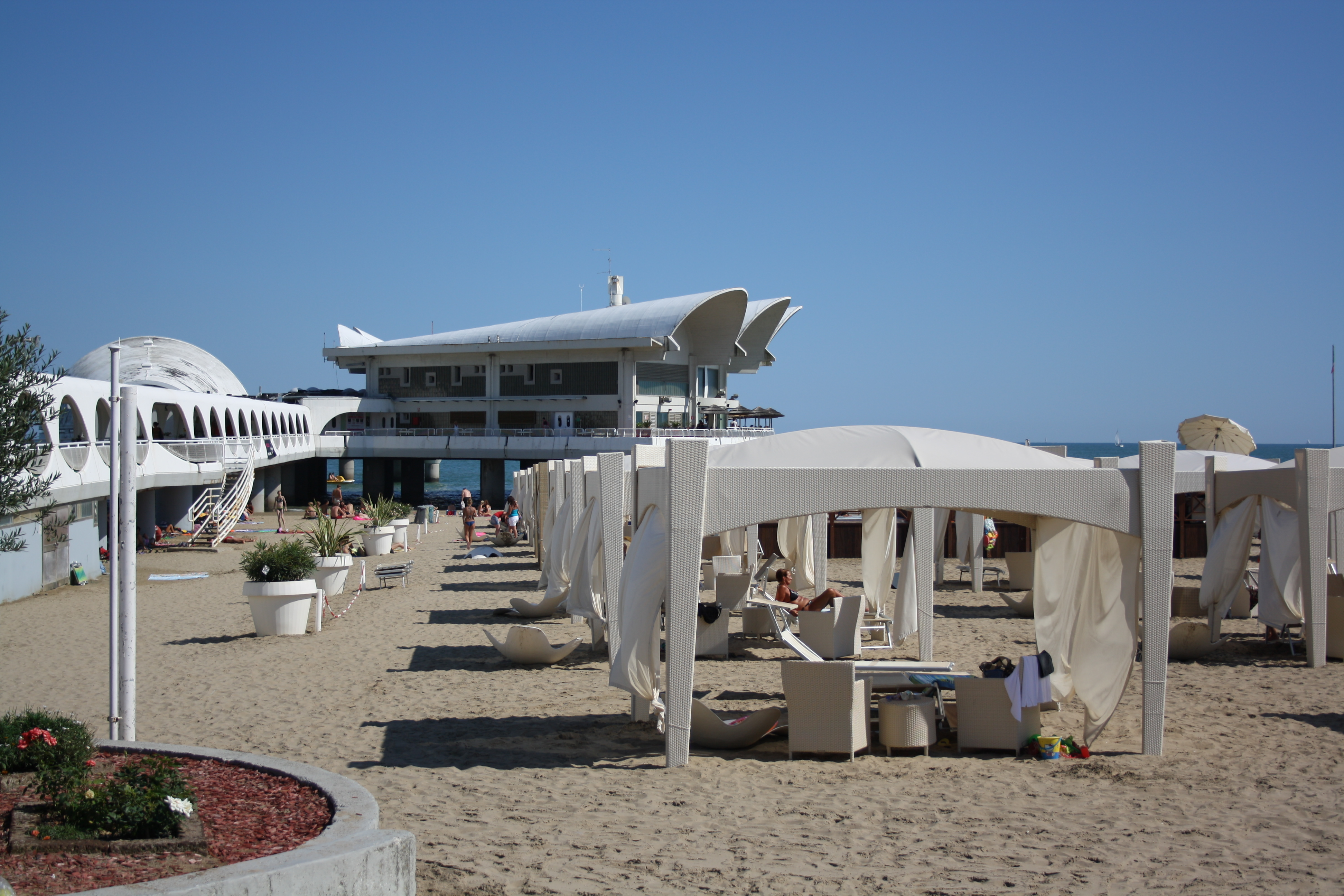
Lignano Sabbiadoro.
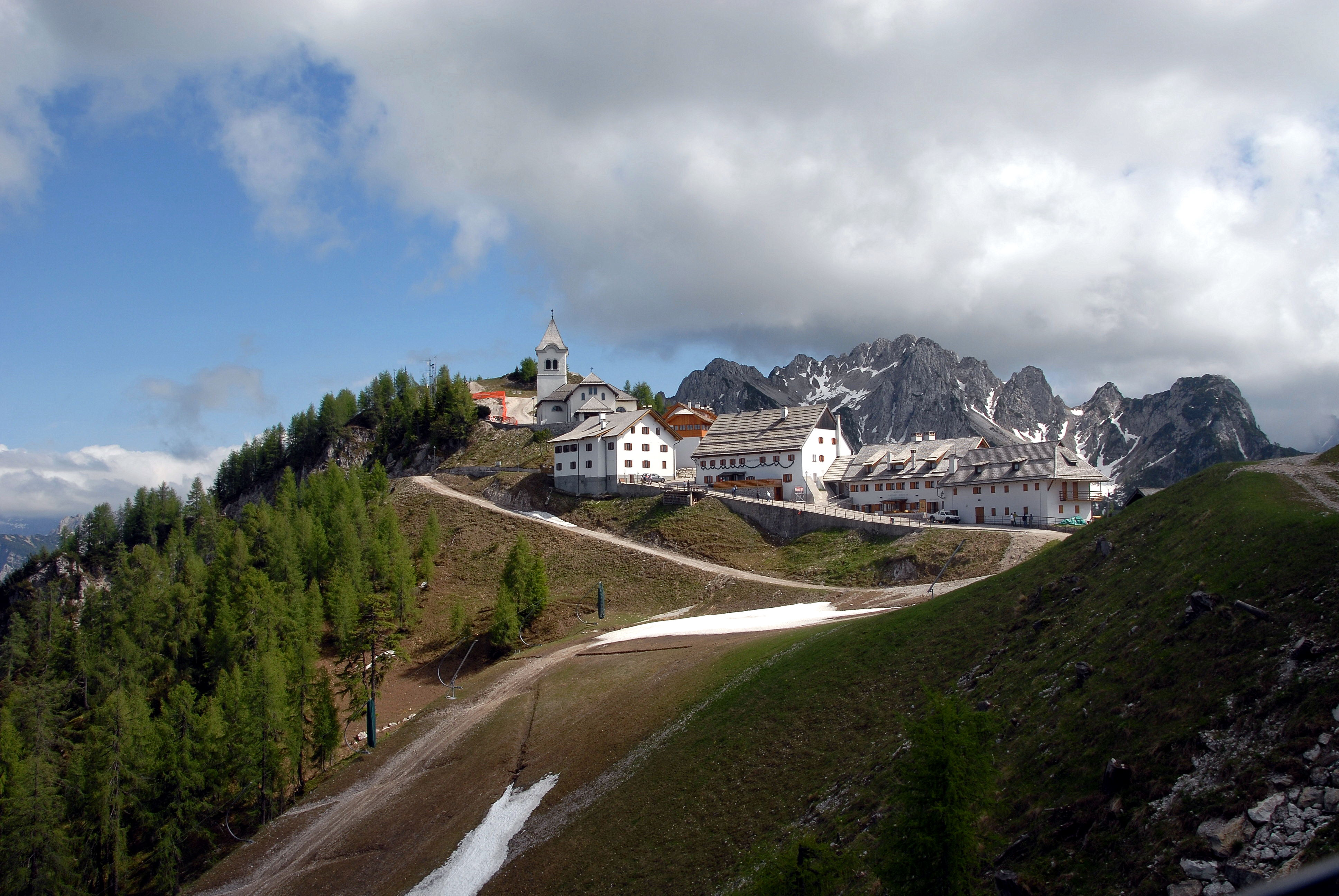
Monte Santo de Lussari.
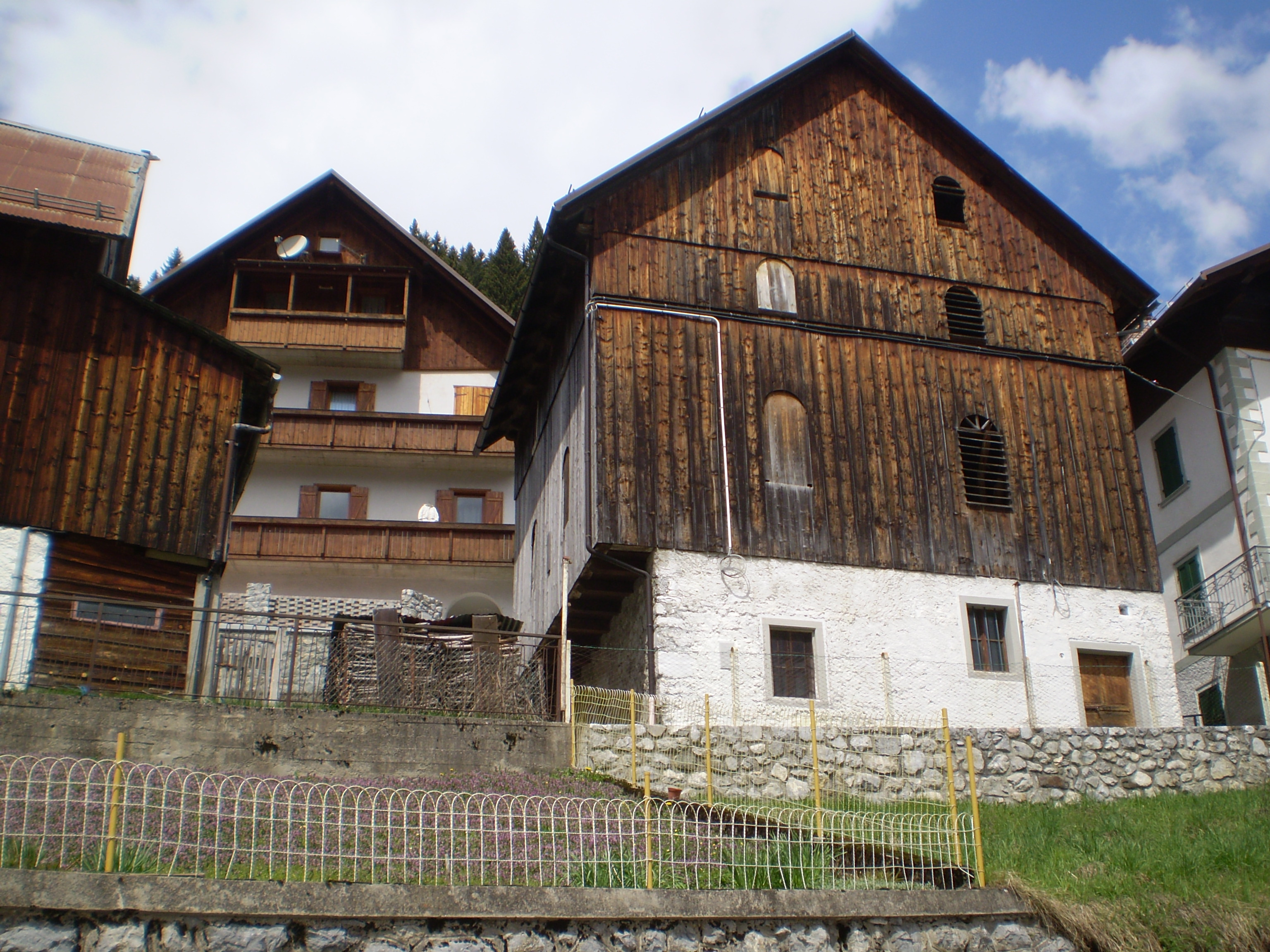
Maisons typiques carnioles.
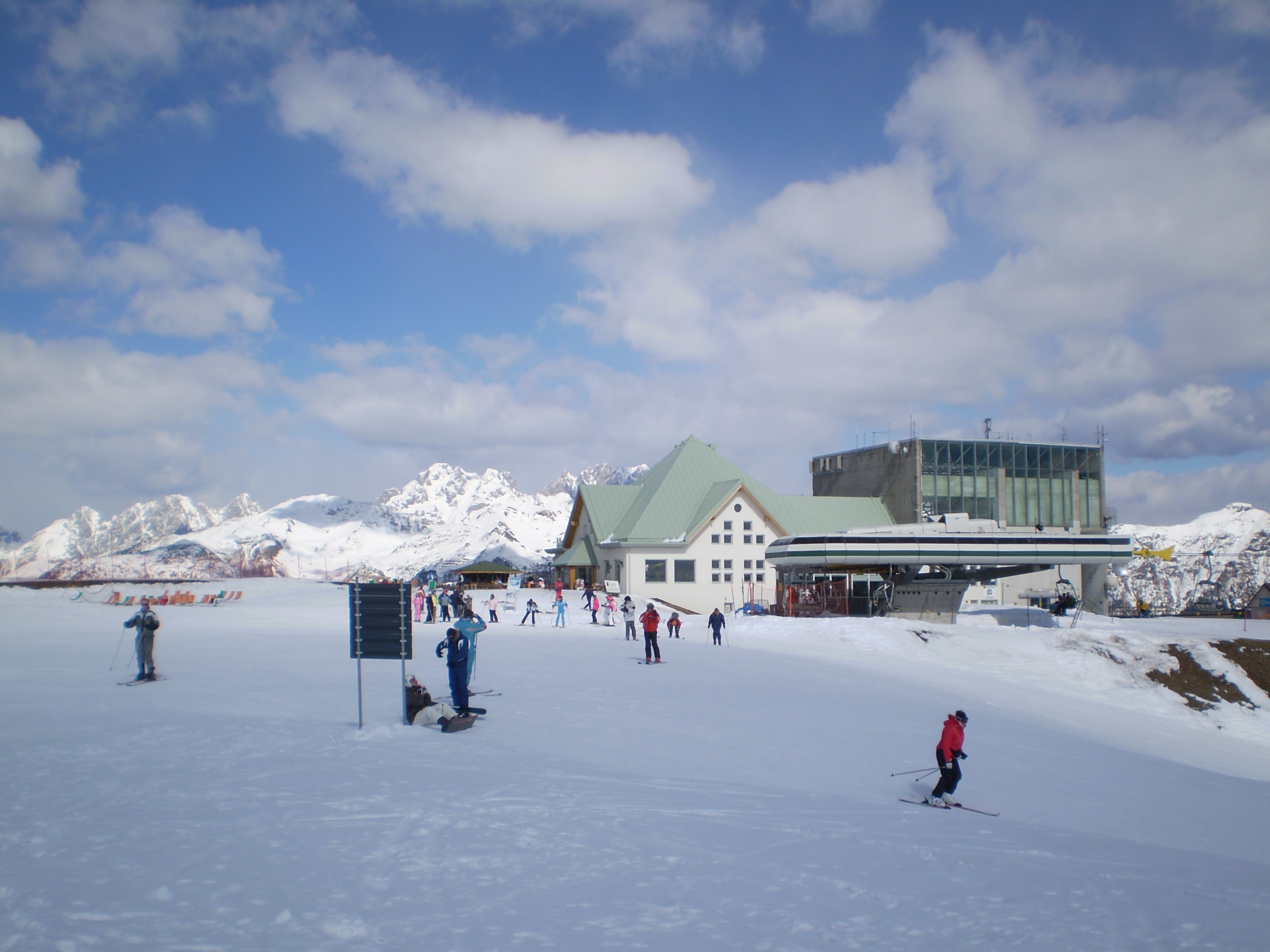
Pistes de ski du Zoncolan.
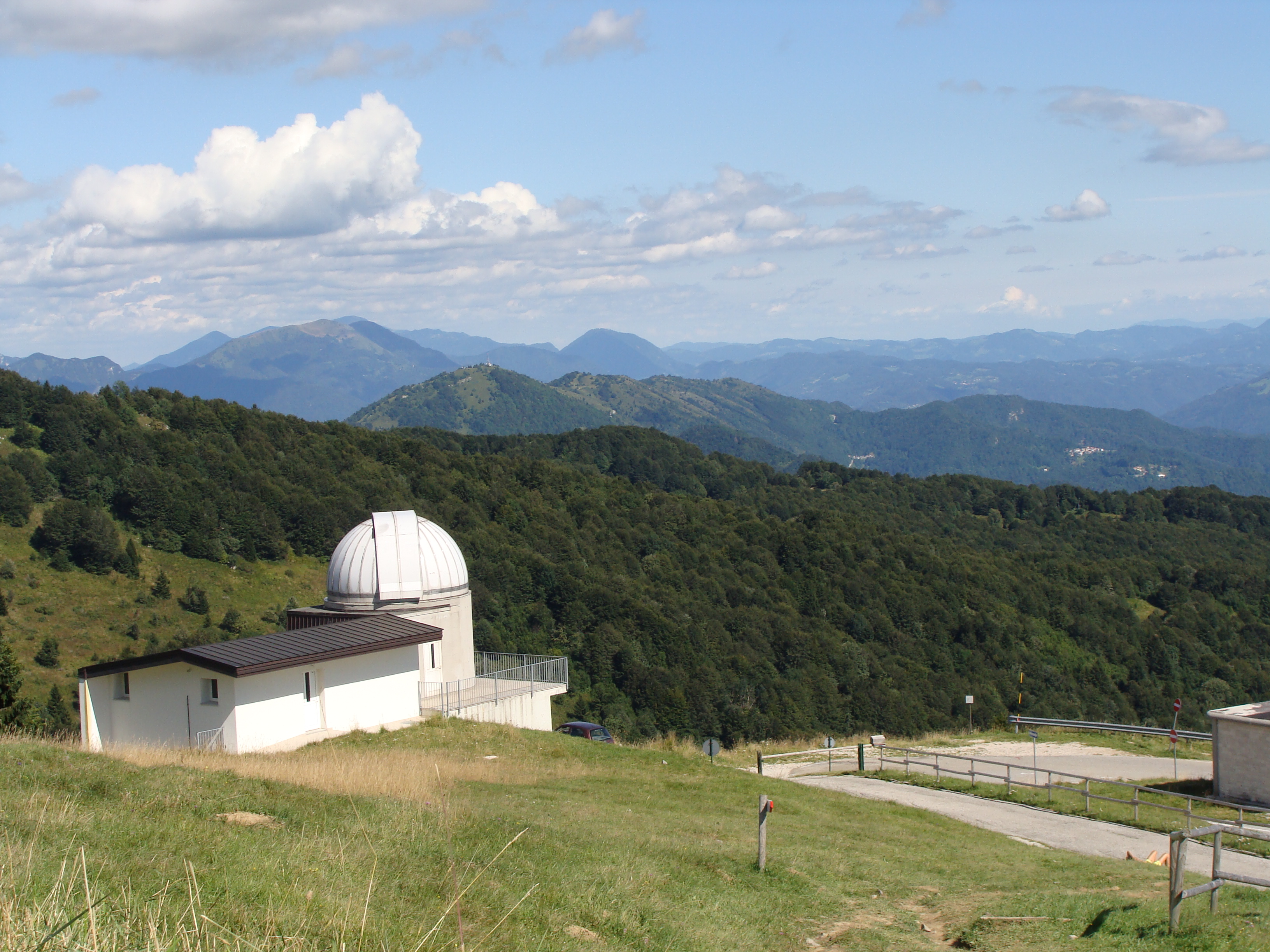
Observatoire astronomique du Matajur.